# Jusos
Die Arbeitsgemeinschaft der Jungsozialistinnen und Jungsozialisten in der SPD, Kurzbezeichnungen Jusos oder Jungsozialisten, ist die 1914 gegründete Jugendorganisation der SPD.

## Inhaltliches Profil
Die Jusos verstanden sich seit ihrer im Jahr 1969 erfolgten „Linkswende“ nicht mehr als Jugendorganisation ihrer Partei, sondern als „sozialistischer, feministischer und internationalistischer Richtungsverband“ innerhalb der SPD. Obwohl sich auch die SPD in ihrer Grundsatzprogrammatik zu einem Demokratischen Sozialismus bekennt, gibt es seitdem vielfältige Konflikte mit der „Mutterpartei“. Innerverbandlich wurden die Jusos durch heftige Auseinandersetzungen zwischen den sich als „links“ verstehenden Flügeln beherrscht, die erst in der zweiten Hälfte der 1990er Jahre abflauten. Mittlerweile bezeichnen sie sich wieder selbst als Jugendorganisation in der SPD.

## Struktur

### Mitgliedschaft
Jedes SPD-Mitglied ist bis zur Vollendung des 35. Lebensjahres automatisch Juso, sogenanntes „geborenes“ Mitglied. 1994 wurde zusätzlich als Modellprojekt eine „Juso-Mitgliedschaft“ für Jugendliche und junge Erwachsene bis 35 Jahren außerhalb der SPD geschaffen. Seit 2014 kostet eine „Nur-Juso“-Mitgliedschaft jährlich 12 €, es genügt eine schriftliche Beitrittserklärung.
Anfang des Jahres 2005 hatten die Jusos 49.400 SPD-Mitglieder, das waren acht Prozent der damaligen SPD-Mitgliedschaft. Hinzu kamen ca. 20.000 Juso-Mitglieder, die nicht der SPD angehörten. Insgesamt waren es 2005 rund 69.500 Mitglieder. Die Mitgliederzahl wurde im Juli 2013 (mit Jahresangabe 2011) mit rund 51.562 Mitgliedern angegeben, was den SPD-Mitgliedern im Juso-Alter entsprach. Im November 2018 ist von knapp 80.000 Mitgliedern die Rede. Zuvor lagen nach Eigenangaben seit etwa 1995 die Mitgliederzahlen bei konstant 70.000.

### Strömungen
Es gibt innerhalb der Jusos verschiedene Strömungen. 
Grob unterscheidet man zwischen dem „Netzwerk Linkes Zentrum“ (NwlZ) und die „TraditionalistInnen“ (Tradis). Dem NwlZ werden die Landesverbände Nordrhein-Westfalen, Berlin, Bremen, Hamburg, und die Bezirke Nord-Niedersachsen und Weser-Ems zugerechnet, während die Landesverbände Mecklenburg-Vorpommern, Thüringen, Sachsen, Rheinland-Pfalz, Saarland, Bayern, Sachsen-Anhalt, Brandenburg, Schleswig-Holstein, die Bezirke Hessen-Süd und Braunschweig dem Lager der Tradis zugeordnet werden. 
Strömungsfrei sind die Bezirke Hannover und Hessen-Nord sowie der Landesverband Baden-Württemberg.
Die Landesverbände sind nicht homogen. In allen Landesverbänden gibt es Unterbezirke/Kreisverbände, die sich anderen politischen Strömungen zugehörig fühlen. Die Zugehörigkeit zu einer Strömung gibt meist nur die aktuellen Mehrheitsverhältnisse in einem Landesverband wieder.

## Aufbau
Die Strukturen der Jusos folgen denen der SPD. Der Bundesverband ist aufgeteilt in 20 Bezirke, die zumeist den Bundesländern entsprechen und dort die Bezeichnung „Landesverband“ tragen. Nur in Hessen und Niedersachsen gibt es Bezirke auf regionaler Ebene, so dass der dortige Landesverband eine recht untergeordnete Rolle spielt, da er allein für landespolitische Fragen zuständig ist.
Unterhalb der Bezirke gibt es auf der Ebene der kreisfreien Städte, Landkreise oder Bundestagswahlkreise die Unterbezirke, die in einigen Regionen „Kreisverband“ heißen. Unterbezirke, die mehrere Landkreise umfassen, gliedern sich meist in Kreisverbände.
In den Stadtteilen oder den Gemeinden können Arbeitsgemeinschaften als unterste Basisgliederung gebildet werden. An den meisten größeren Hochschulen existieren Juso-Hochschulgruppen und seit 2004 wieder bundesweit und in vielen Landesverbänden die Juso-Schüler*innen- und -Auszubildenden-Gruppe (JSAG).
Die rechtliche Stellung der Jusos ist im Vergleich zu anderen parteipolitischen Jugendorganisationen, wie der Jungen Union, die als selbständige Vereine organisiert sind, eher schwach. Als Arbeitsgemeinschaft der SPD unterliegen die Jusos der Organisationsgewalt der SPD, was bis hin zur Möglichkeit der Auflösung von Juso-Gliederungen bei einem sachgerechten Grund gehen kann.

### Arbeitsgemeinschaften
Arbeitsgemeinschaften sind die kleinste Gliederung der Jusos, entsprechen also den Ortsvereinen und Stadtverbänden der SPD. Sie sind oft basisdemokratisch organisiert und beschäftigen sich mit allen politischen Themen. Nicht selten stehen jedoch kommunalpolitische Themen im Vordergrund. Sie sind durch die Hauptsatzung der SPD geschützt und gleichzeitig Bestandteil des Juso-Verbandes und unabhängige Arbeitsgemeinschaften der Ortsvereine. Sie wählen zudem die Delegierten für die Unterbezirkskonferenzen, sofern diese nicht als Vollversammlung stattfinden.

### Regionalverband bzw. Kreisverband
In einigen Bundesländern gibt es zwischen AGen und Unterbezirken die Regionalverbände bzw. Kreisverbände. Diese entsprechen meistens der Fläche eines Landkreises oder einer kreisfreien Stadt (Kreisverbände) oder in einigen Großstädten verschiedenen Stadtbezirken und beschäftigen sich insbesondere mit Kommunalpolitik. Die Benennung „Regionalverband“ bzw. „Kreisverband“ ist nicht immer eindeutig, da diese Gliederungsebene in den bundesweit gültigen Richtlinien zum Organisationsaufbau nicht vorgesehen ist. Insbesondere bezeichnen sich auch einige Unterbezirke als „Kreisverband“, weil sie einen Landkreis bzw. eine kreisfreie Stadt umfassen. Außerdem gibt es auch ehemalige Bezirke, die sich heute als „Regionalverband“ bezeichnen (zum Beispiel in Rheinland-Pfalz die Regionalverbände Pfalz, Rheinhessen und Rheinland).

### Unterbezirke
Wie auch in der SPD sind die Unterbezirke die bedeutendsten Gremien und werden vielerorts auch Kreisverbände genannt. Sie entsprechen normalerweise dem Gebiet einer kreisfreien Stadt, eines Landkreises oder eines Bundestagswahlkreises. Unterbezirke, die aus mehreren Landkreisen bestehen, untergliedern sich meistens in Kreisverbände.
Oberstes Organ der Unterbezirke ist die Unterbezirkskonferenz (UBK), die in größeren Unterbezirken als Delegiertenversammlung, sonst als Mitgliederversammlung stattfindet. Die Konferenz wählt einen Vorstand, der üblicherweise die Organisationsarbeit übernimmt.
Die Unterbezirke übernehmen im Regelfall die Betreuung der regionalen und kommunalen Politik, beschäftigen sich aber auch mit Bundes- und Landespolitik. In vielen Gebieten ist die Unterbezirksebene die unterste Gliederungsebene.

### Bezirke
In Hessen und Niedersachsen gibt es noch die traditionellen Bezirksstrukturen der SPD. In allen anderen Bundesländern wurden die Bezirke zu Landesverbänden fusioniert (die den Namen „Landesbezirk“ tragen), welche sich mit dem jeweiligen Bundesland decken. In Hessen gibt es zwei Bezirke (Nord und Süd) und in Niedersachsen vier (Braunschweig, Hannover, Nord-Niedersachsen und Weser-Ems). Die Bezirke verfügen über eigene Vorstände und halten üblicherweise einmal im Jahr eine Bezirkskonferenz (BeKo) als Delegiertenversammlung ab. Ihre politische Aufgabe besteht meist in der Bundespolitik, in der Bündnispolitik auf Bundesverbandsebene sowie der Arbeit mit der SPD.
| Bezirk              | Vorsitz                     |
| ------------------- | --------------------------- |
| Hessen-Süd          | Michelle Breustedt          |
| Hessen-Nord         | Hella Ayubi / Ilyas Yassin  |
| Bezirk Braunschweig | Bahne Brand                 |
| Bezirk Hannover     | Lisa Jarmuth / Marco Albers |
| Weser-Ems           | Tomke Juilfs / Tom Atzler   |
| Nord-Niedersachsen  | Kirsti Elle                 |

In Bayern untergliedert sich der Landesverband in Bezirke („Regionalbezirke“), die den Regierungsbezirken entsprechen: Oberfranken, Mittelfranken, Unterfranken, Schwaben, Oberbayern, Niederbayern und Oberpfalz. Diese verfügen aber nicht über die Kompetenzen der „eigentlichen“ Bezirksverbände der Jusos, die in Bayern beim Landesverband liegen.
In Nordrhein-Westfalen gliedert sich der Landesverband in die Regionalverbände Westliches Westfalen (entspricht dem Gebiet der Regierungsbezirke Münster und Arnsberg), Niederrhein (Regierungsbezirk Düsseldorf), Mittelrhein (Regierungsbezirk Köln) und Ostwestfalen-Lippe (Regierungsbezirk Detmold). Diese spiegeln die bis 2001 bestehenden Bezirksverbände wider, haben aber nicht deren Kompetenzen; diese liegen beim Landesverband. Sie sind inzwischen weitgehend bedeutungslos.
In Rheinland-Pfalz gliedert sich der Landesverband in die Regionalverbände Rheinland, Rheinhessen und Pfalz. Die Kompetenzen der ursprünglichen Bezirksverbände liegen allerdings auf Landesebene.

### Landesverbände
In allen Bundesländern gibt es Landesverbände der Jusos. Das oberste Beschlussorgan auf Landesebene, welches üblicherweise einmal im Jahr tagt und den Landesvorstand wählt, ist in den Landesverbänden
- Baden-Württemberg, Berlin, Brandenburg, Hamburg, Sachsen und Sachsen-Anhalt die Landesdelegiertenkonferenz (LDK)
- Bayern, Hessen, Mecklenburg-Vorpommern, Niedersachsen, Nordrhein-Westfalen, Rheinland-Pfalz, Saar, Schleswig-Holstein und Thüringen die Landeskonferenz (LaKo)
- Brandenburg und Bremen die Landesmitgliederversammlung (LMV)

Daneben existieren in verschiedenen Landesverbänden Gremien wie „Landesausschuss“, „erweiterter Landesausschuss“ oder „kleine Landeskonferenz“, die zwischen den Landeskonferenzen als Beschluss- und Kontrollorgan für den Landesvorstand tagen.
In Hessen und Niedersachsen haben die Landesverbände hauptsächlich landespolitische Aufgaben und verschiedene Bezirksverbände kümmern sich um die Arbeit im Juso-Bundesverband. In allen anderen Bundesländern sind die Landesverbände auch für Bundespolitik und für die Arbeit im Juso-Bundesverband zuständig.
| Landesverband          | Vorsitz                               |
| ---------------------- | ------------------------------------- |
| Baden-Württemberg      | Daniel Krusic                         |
| Bayern                 | Benedict Lang                         |
| Berlin                 | Svenja Diedrich / Kari Lenke          |
| Brandenburg            | Leonel Richy Andicene                 |
| Bremen                 | Selin Arpaz / Aaron Thatje            |
| Hamburg                | Dafina Berisha / Kemir Čolic          |
| Hessen                 | Lukas Schneider                       |
| Mecklenburg-Vorpommern | Marvin Müller                         |
| Niedersachsen          | Ronja Laemmerhirt / Jarno Behrens     |
| Nordrhein-Westfalen    | Nina Gaedike                          |
| Rheinland-Pfalz        | Beatrice Wiesner                      |
| Saar                   | Steven Commey-Bortsie                 |
| Sachsen                | Mats Rudolph                          |
| Sachsen-Anhalt         | Cassidy-Jane Miethke / Niklas Gerlach |
| Schleswig-Holstein     | Maybrit Venzke / Julian Thomsen       |
| Thüringen              | Melissa Butt                          |

### Bundesverband
Der Bundesverband ist die oberste Ebene der Jusos. Höchstes beschlussfassendes Organ ist der Bundeskongress, der einmal im Jahr als Delegiertenversammlung tagt. Er wählt den Bundesvorstand, dieser wird für eine Amtszeit von zwei Jahren gewählt. Zwischen den Bundeskongressen tagt der Bundesausschuss, der aus gewählten Vertretern der Bezirke bzw. Landesbezirke besteht und die Arbeit des Bundesvorstands kontrolliert.

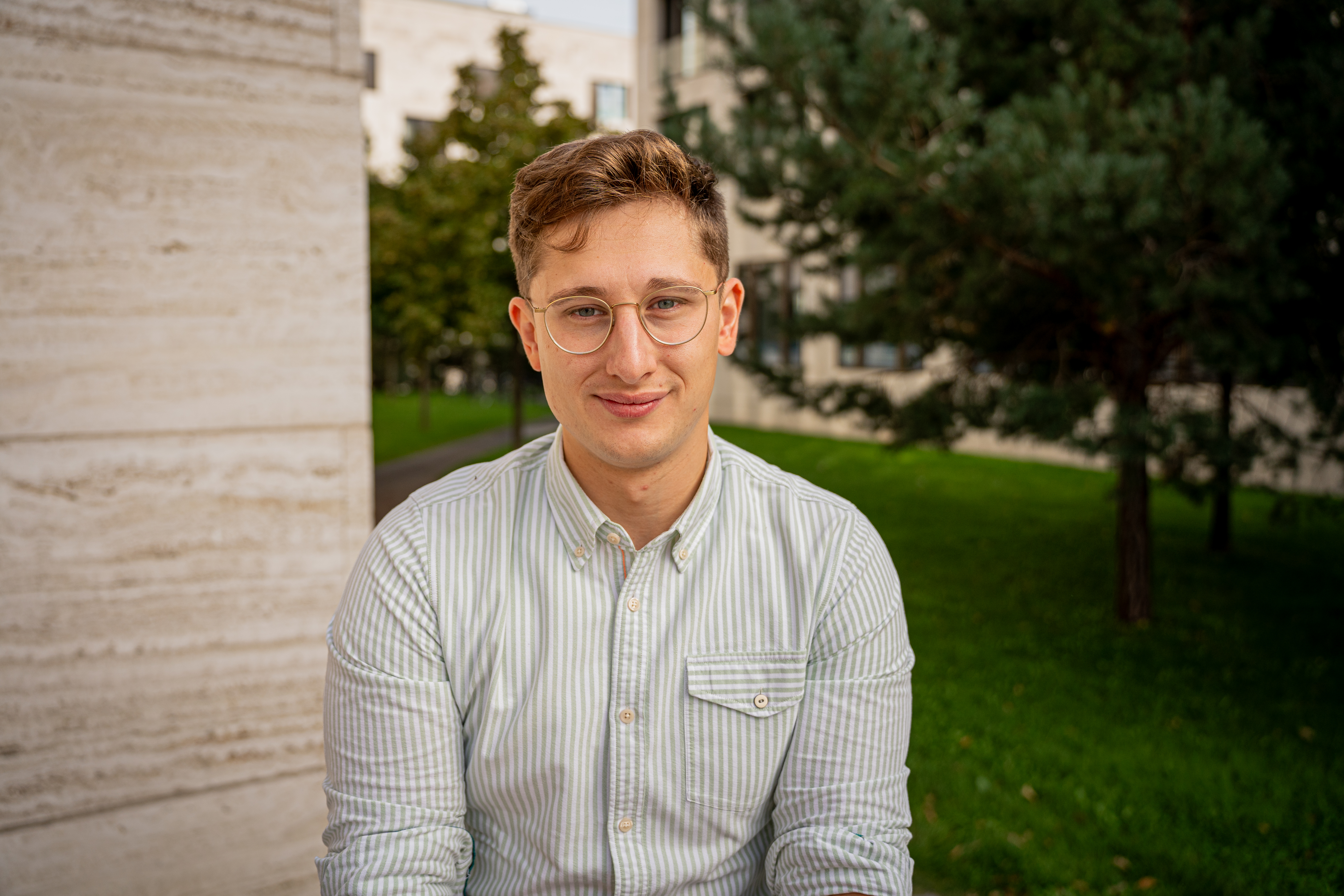
Philipp Türmer, Bundesvorsitzender der Jusos

Bundesvorsitzender ist seit November 2023 Philipp Türmer. Seine Vorgängerin war Jessica Rosenthal, die dieses Amt von Kevin Kühnert, dem späteren Generalsekretär der SPD, übernommen hatte.

### Mitgliedschaft in internationalen Verbänden
Die Jusos sind Mitglied des europäischen politischen Jugendverbandes Young European Socialists sowie der internationalen Dachorganisation International Union of Socialist Youth.

## Geschichte

### Bis 1904
Bis zum Jahr 1904 gab es in der deutschen Arbeiterbewegung keine Organisation für jugendliche Mitglieder. Es herrschte die Meinung vor, dass es dafür keine Notwendigkeit gebe, da die Lebenssituation allein durch die Klassenzugehörigkeit bestimmt sei.
Zwar kam es innerhalb der Sozialdemokratischen Partei durchaus zu einem wahrnehmbaren Konflikt zwischen „Alten“ und „Jungen“, als letztere eine radikalere Vorgehensweise der Partei zugunsten der Verfolgung einer revolutionären statt parlamentarischen Politik einforderten und sich zudem für die Demokratisierung der Partei einsetzten. Dieser Konflikt eskalierte zum Erfurter Parteitag 1891, als die „Jungen“ dazu aufriefen, dass zum 1. Mai landesweit die Arbeit niedergelegt werden müsse, woraufhin die Wortführer der „Jungen“ aus der Partei ausgeschlossen wurden. Nichtsdestoweniger erlangten die beteiligten Gruppierungen der „Jungen“ keine organisatorische Strukturen. Auch ab den 1890er Jahren erstarkende Organisationsformen jugendlicher Arbeiter im Nachbarland Österreich fanden in der deutschen Sozialdemokratie zunächst keine Nachahmer.
Im Gegenteil zeigte sich die Sozialdemokratische Partei zunächst sehr skeptisch gegenüber einer Verselbständigung der Jugend. Diese sollte Lohnarbeit und damit verbundene Ausbeutung erfahren, um ein proletarisches Klassenbewusstsein zu entwickeln, sodass sie sich in die Parteilinie einfügt. Ansätze für eigenständige Jugendangebote wurden daher zu Anfang abgelehnt; so wurde etwa ein Antrag zur Schaffung einer Jugendzeitschrift vom Dresdner Parteitag 1903 zurückgewiesen, genauso die Forderung Karl Liebknechts auf dem Parteitag 1904 in Bremen nach Schaffung einer antimilitaristischen Jugendorganisation, der vom Parteivorstand entgegnet wurde, damit werde die Einheitlichkeit der Partei gefährdet.

### 1904–1918 – Entstehen der Arbeiterjugendbewegung und Verhältnis zum Weltkrieg
Zur Formierung tatsächlicher Organisationsformen kam es seitens der deutschen Arbeiterjugend erst nach dem Suizid des 15-jährigen Berliner Lehrlings Paul Nähring vom 3. Juni 1904. Nähring konnte die Qualen und Demütigungen seines Meisters nicht mehr ertragen. Sein Tod führte zu Empörung in der sozialdemokratischen Öffentlichkeit und schließlich zum Entstehen von Lehrlingsvereinen, auf die sich auch die Jusos als ihre Gründungswurzeln beziehen. 1906 gründete sich als Dachverband norddeutscher Arbeiterjugendvereine die „Vereinigung der freien Jugendorganisationen in Deutschland“. Die aufkeimende Arbeiterjugendbewegung wurde von der preußischen Obrigkeit kritisch beäugt, insbesondere war ihren Vereinen das Erheben politischer Forderungen gesetzlich verboten. Im liberaleren Süddeutschland gründete sich als Dachverband 1906 der „Verband junger Arbeiter und Arbeiterinnen Deutschlands“.
In den Jahren 1906 und 1907 beschlossen SPD-Parteitage die Einrichtung sozialdemokratischer Lehrlingsvereine und einer eigenständigen sozialdemokratischen Jugendorganisation, jedoch folgte diesen Beschlüssen in der Praxis zunächst nur wenig. Dies begründete sich in der ablehnenden Haltung von Partei- und Gewerkschaftsführung, aber auch in der repressiven Neufassung der Vereinsgesetzgebung im Reich, die gegen die Stimmen der SPD-Fraktion in § 17 Reichsvereinsgesetz die Mitgliedschaft von unter 18-Jährigen in politischen Vereinen und deren Teilnahme an politischen Vereinsversammlungen verbot.
In der Folge kam es zu einer Existenzkrise der Arbeiterjugendvereine, die sowohl den bürgerlichen Staat als auch Vorstände von Partei und Gewerkschaften gegen sich sahen. Zu einer zunächst vereinbarten Fortführung ihrer Arbeit innerhalb der Strukturen der Gewerkschaftsorganisationen kam es letztlich nicht. Stattdessen beschloss der Nürnberger Parteitag 1908 als Kompromisslösung die Einrichtung örtlicher Jugendausschüsse, drittelparitätisch besetzt mit den zuständigen Vertretern der Parteiführung, der Gewerkschaften und mit Jugendlichen, die über 18 Jahre alt waren. Diese verdrängten aufgrund ihrer besseren Arbeitsressourcen schnell die fortbestehenden Arbeiterjugendvereine und wurden beim Parteivorstand über die „Zentralstelle für die arbeitende Jugend“ in ihrer Arbeit lose koordiniert. Vorsitzender der Zentralstelle war bis 1918 der spätere Reichspräsident Friedrich Ebert. Aufgabe der Jugendausschüsse war die Bildungs- und Kulturarbeit, politische Einmischungen waren untersagt.
Die Beschränktheit der Arbeit der Jugendausschüsse ließ viele vor allem der älteren Vertreter der Arbeiterjugend unbefriedigt zurück, die für sich eine eigene Organisation forderten. Der Chemnitzer Parteitag beschloss daher 1912, dass die Jugendausschüsse die 18- bis 21-jährigen Arbeiterinnen und Arbeiter stärker in den Blick nehmen sollten, um diese für die Partei zu gewinnen. Dies führte zur Entstehung einzelner neuer Strukturen, die eine unabhängige Arbeit von Jugendlichen erleichterten.
Ein historisch bedeutender Fall solcher neuer Strukturen war die Gründung der „Jugend-Sektion“ des „Sozialdemokratischen Vereins München“, die am 3. Februar 1914 bei einer Versammlung im kleinen Saal des Münchner Gewerkschaftshauses erfolgte. Bei dieser Versammlung wurde das Einführungsreferat von Felix Fechenbach gehalten, dem späteren Sekretär Kurt Eisners. Er war es auch, der in einem Artikel erstmals das Wort „Jungsozialisten“ verwendete. Hauptaufgabe der neuen Organisation sollte die Bildung der jungen Arbeiterinnen und Arbeiter sein, Fechenbach hielt jedoch fest, dass sich die „Jugend-Sektion“ durch „starkes geistiges und politisches Eigenleben“ ausgezeichnet habe. Den Antrag, den Namen „Jungsozialisten“ offiziell zu verwenden, lehnte ein Parteitag aber noch ab.
Die Entscheidung über eine Unterstützung des Ersten Weltkriegs und die damit einhergehende Spaltung der Sozialdemokratie in Mehrheits- und Unabhängige Sozialdemokraten spaltete auch die Arbeiterjugendbewegung. Während die Zentralstelle für die arbeitende Jugend beim Parteivorstand auf der offiziellen Parteilinie lag und die Unterstützung der Kriegsanleihen propagierte, versuchten verschiedene vor allem ältere Vertreter der Arbeiterjugendbewegung ihre Gruppierungen und Vereine von der SPD zu distanzieren und sich in Opposition zu deren Kriegspolitik zu positionieren. 1916 kam es in Jena im „Vegetarischen Speisehaus“ zu einer Konferenz von 62 Delegierten von Arbeiterjugendvereinen, das zur Tarnung vor der Obrigkeit als Treffen von Naturfreunden ausgegeben wurde. Auf Vorschlag von Karl Liebknecht verabschiedete die Konferenz eine Resolution mit politischen Forderungen ähnlich dem Spartakusbund und beschloss die Gründung einer landesweiten Zentrale und die Herausgabe einer eigenen Zeitschrift, die dann „Freie Jugend“ heißen sollte. Nach der zweiten Ausgabe wurde sie bereits verboten. Leiter der Zentrale war zunächst Wilhelm Rodominsky, der jedoch schon im August desselben Jahres zum Militärdienst eingezogen wurde. Zu Ostern 1917 versammelten sich die Delegierten zu einer zweiten Reichskonferenz und wählten zu Leitern der Zentrale Karl Plättner und Karl Albin Becker aus dem Umfeld der Bremer Linksradikalen. Damit einherging auch eine Verschärfung im agitativen Auftreten der Organisation, jedoch zog diese keine Wirkungen mit sich. Die Polizei konnte im September 1917 Karl Plättner verhaften und umfangreiche Bestände an Adressen beschlagnahmen, mit deren Hilfe es gelang, die linke Opposition noch weiter in Bedrängnis zu bringen. Auf einer parteitreuen Konferenz der SPD-Jugendausschüsse im Juni 1917 hingegen wurde unterstrichen, dass für politische Beschlüsse einzig die Gremien der SPD zuständig seien, während die Aufgabe der Jugendausschüsse in der Freizeit- und Bildungsarbeit für Jugendliche liege.
In der jugendlichen Opposition gründete sich kurz vor Ende des Krieges 1918 die Freie Sozialistische Jugend (FSJ), die sich aber offiziell keiner Partei anschloss, wobei sie USPD und Spartakusbund nahestand.
Die Jugendausschüsse der Mehrheits-SPD setzten sich nach der parteipolitischen Spaltung der Arbeiterbewegung nun nur noch aus Vertretern der zuständigen Parteivorstände und der Jugendlichen zusammen, da die Gewerkschaften keine Vertreter mehr entsandten, wollten diese doch nun Neutralität zwischen den Arbeiterparteien walten lassen.

### 1919–1931 – Anerkennung, Arbeit und Auflösung der Jusos in der Weimarer Republik
Nach Ausrufung der Weimarer Republik und der Wahl Friedrich Eberts zu deren Reichspräsidenten wurde neuer Leiter der Zentralstelle für die arbeitende Jugend Heinrich Schulze. Die mit der Weimarer Reichsverfassung eingeführte Vereinigungsfreiheit führte zu einem Ende der obrigkeitlichen Repression gegen politische Arbeitervereine und auch solche der Arbeiterjugend, was die sozialdemokratische Jugendarbeit vor neue Voraussetzungen stellte. Im Frühjahr 1919 wurde die Zentralstelle umgewandelt in den Verband der Arbeiterjugendvereine Deutschlands (VAJV) mit rund 70.000 Mitgliedern. Daneben gründeten sich autonom auch anderweitig jungsozialistische Gruppierungen. Die Ausgestaltung dessen, was eine Jugendgruppe vor Ort von der SPD unabhängig entscheiden dürfen sollte und was nicht, blieb strittig und wurde vor Ort unterschiedlich gelöst. Teils hatten die Jugendgruppen eine große Selbstständigkeit in ihrer politischen Arbeit, teils wurde ihre Arbeit auf reine Bildungsaufgaben beschränkt. In letzterem Sinne beschloss auch der Weimarer Parteitag 1919, dass die sozialistische Jugendbewegung Aufgaben „vorwiegend erzieherischer Natur“ im Sinne sozialistisch-politischer Bildung und des Jugendschutzes habe, sie sei „keine Kampforganisation mit parteipolitischen Zielen“. Als Altersgrenze wurde das 18. Lebensjahr festgelegt, entgegen Forderungen auch bis zu 20-Jährige zuzulassen.
Nichtsdestoweniger gründeten sich selbstständig über das Land verteilt immer mehr jungsozialistische Gruppierungen mit Mitgliedern über das 18. Lebensjahr hinaus. Der Kasseler Parteitag 1920 erkannte diese endgültig und offiziell an und verpflichtete „die Parteiorganisationen, die Bestrebungen der Jungsozialisten tatkräftig zu unterstützen“ und beschloss, wo möglich lokale Gruppen von Jungsozialisten einzurichten. Damit einherging die Anerkennung eines weitgehenden Selbstverwaltungsrechts, den Ortsvorständen der Jungsozialisten gehörte nur ein Funktionär der Partei an.
Auf dem Reichsjugendtag der mehrheitssozialdemokratischen Arbeiterjugend in Weimar 1920, an dem rund 1000 Jugendliche teilnahmen, lag der Fokus auf der Beschäftigung mit Natur, Kunst und Kultur und weniger politischen Fragestellungen. Hauptredner war der Sprecher der Magdeburger Arbeiterjugend, der 19-jährige Erich Ollenhauer, der die Gründung der Republik als notwendige Bedingung für das Erstarken der Arbeiterjugendbewegung ausmachte. Hier wurde zudem den Teilnehmern das spätere Parteilied der SPD Wann wir schreiten Seit’ an Seit’ vorgestellt. Insgesamt nahm der Arbeiterjugendtag eine positive Haltung zur Politik der Mutterpartei M-SPD ein. Im Anschluss zum Arbeiterjugendtag veranstaltete der VAJV seine erste Reichskonferenz.
Die Jungsozialisten versammelten sich zu einer ersten Reichskonferenz im Juli 1921 in Bielefeld. Hauptgegenstand der Debatte war das Verhältnis der Jungsozialisten zur SPD; mehrheitlicher Wunsch war es, die Jungsozialisten zu einem eigenständigen Verband innerhalb der SPD zu entwickeln, der „im unmittelbaren Meinungsaustausch mit Gleichgesinnten eine Bereicherung ihres persönlichen Lebensgefühls und Bewusstsein [sucht], wovon [die Jungsozialisten] in weiterer Auswirkung eine Bereicherung des Sozialismus erhoffen.“ In den die Organisation leitenden Reichsausschuss wurden mit Bach, Wegner, Wissel, Gustav Dahrendorf, Schmidt und Lösche in erster Linie Jungsozialisten gewählt, die der Jugendbewegung nahestanden. Zudem wurde Karl Bröger zum Schriftleiter der neuen Verbandszeitschrift Jungsozialistische Blätter (JB) bestimmt. Obwohl die Bedrohung der Republik von Rechts und Auseinandersetzungen der Sozialdemokratie über die Vereinigung der beiden Parteien MSPD und USPD die Tagespolitik dominierten, beschäftigte sich die Arbeit der Jungsozialisten eher mit abstrakt-idealistischen Fragen menschlicher Tugend und sah sich in der Jugendbewegung verortet.
Gegenstand der verbandsinternen Debatte war zudem das Verhältnis zur Nation. So wurde vertreten, es sei Aufgabe Deutschlands als Nation, der Welt den Sozialismus zu bringen; nur wer diesen wolle sei Mitglied der „Volksgemeinschaft“. Andere sahen bei den Jusos die Aufgabe, die geistigen Voraussetzungen für die Erreichung eines wahrhaften Sozialismus über materielle und bloße machtpolitische Forderungen hinaus zu schaffen. Während die politische Arbeit für eine sozialistische Gesellschaftsordnung bei der Partei zu liegen habe, so die damals verbreitete Rollenauffassung, sei es an den Jungsozialisten den sozialistischen Geist unter den Menschen zu verbreiten.
Nach der Vereinigung der beiden großen Arbeiterparteien im September 1922 sollte es auch zur Vereinigung der sozialdemokratischen Jugendverbände kommen. VAJV und die Sozialistische Proletarierjugend (SPJ), die Dezember 1919 aus der Freien Sozialistischen Jugend hervorging und sich zur USPD bekannte, vereinigten sich fünf Wochen später nach nicht reibungslosen Verhandlungen zur Sozialistischen Arbeiterjugend (SAJ). Die SAJ füllte inhaltlich teils die Lücke, die die eher unpolitischen Jungsozialisten in ihrer Arbeit ließen. Dies führte zu Spannungen zwischen den beiden Jugendorganisationen, obwohl diese eigentlich unterschiedliche Zielgruppen hatten. Die SAJ zielte auf die 14- bis 17-Jährigen, die Jungsozialisten auf die 18- bis 25-Jährigen. Die SAJ blieb meist stärker der Position des Parteivorstands verhaftet, während sich die Jungsozialisten zunehmend von dieser emanzipierten. Jungsozialisten waren in der Bildungsarbeit der SAJ eingebunden. 1923 gründete sich als Studentenorganisation der Verband sozialistischer Studentengruppen Deutschlands und Österreichs.
Zunehmend kam es zu einer Auseinandersetzung zwischen linkem und rechten Flügel bei den Jungsozialisten, die sich an weiteren Debatten zu Volk und Nation festmachte. In diesem Rahmen luden Vertreter des rechten Flügels, vor allem aus dem Ruhrgebiet, Ostern 1923 nach Hofgeismar ein, wo sich in der Folge des Zusammentreffens der nationale Hofgeismarer Kreis als Strömung zusammenfand, wobei sich nicht alle Teilnehmer den nationalistischen Positionen anschlossen. Demgegenüber standen auf der linken Seite die Strömungen des Internationalen Jugendbunds oder der „Nelsonianer“, die sich um den neu-kantianischen Gelehrten Leonard Nelson zusammenfanden, sowie marxistisch orientierte Gruppierungen. Die „Nelsonianer“ waren zahlenmäßig unbedeutend, konnten jedoch aufgrund ihrer Einheitlichkeit wichtige Positionen in einigen Bezirken des Verbands besetzen. Der linke Flügel schloss auf einer Tagung in Hannoversch Münden zu Pfingsten 1924 seinerseits ein Bündnis, den Hannoveraner Kreis.
Nach der Wiedervereinigung der beiden sozialdemokratischen Parteien entstanden neben SAJ und Jungsozialisten weitere sozialdemokratische (oder sozialdemokratisch dominierte) Jugendorganisationen. Zu nennen sind die Reichsarbeitsgemeinschaft der Kinderfreunde, die auf die Altersgruppe unterhalb der SAJ zielte, die Naturfreundejugend, das Jungbanner sowie Jugendgruppen des Arbeiter-Turn- und Sportbunds (ATSB), der Esperanto-Freunde, der Freidenker, des Arbeiter-Samariter-Bunds (ASB) oder der Gewerkschaften, wobei letztere seit der Spaltung der Arbeiterbewegung Distanz hielten.
Bei der Reichskonferenz der Jungsozialisten am 12. und 13. April 1925 in Jena waren Thema der zentralen Auseinandersetzung erneut Fragen vom Verhältnis zu Nation, Volk und Staat. Referent des Hofgeismarer Kreises war der Verfassungsjurist Hermann Heller, der dafür eintrat, den Staat nicht zu verneinen, sondern die Republik als wichtigen Schritt hin zur Verwirklichung des Sozialismus zu erkennen. Dagegen sprach für die Hannoveraner der Jurist Max Adler, der darauf hinwies, dass ein Staat stets eine notwendige Zwangsordnung sei und es zu deren Beurteilung auf deren solidarische oder unsolidarische Beschaffenheit ankomme. Die Republik sei noch eine unsolidarische Gesellschaft. Wer von der Abschaffung des Staates spreche, der meine die Abschaffung des Klassenstaates, nicht des Staates überhaupt. In der folgenden Aussprache wurde dem Hofgeismarer Kreis vorgeworfen, den Marxismus und die Überwindung der Klassengesellschaft zugunsten einer Überhöhung der Nation zu missachten. Schließlich beschloss die Konferenz eine Resolution, wonach der Verband die „nationale Romantik in jeder Form entschieden“ ablehne und die Weimarer Demokratie nur auf formaler, nicht aber auf ökonomischer Gleichheit der Menschen aufbaue und so die Klassengegensätze verschleiere. Zudem dürfe das Proletariat im bürgerlichen Klassenstaat keine staatspolitische Verantwortung übernehmen, wenn dies dem internationalen Klassenkampf zuwiderlaufe.
Der auf der Konferenz vorgestellte Geschäftsbericht bezifferte 179 Ortsgruppen mit insgesamt rund 4.000 Mitgliedern. Des Weiteren beschloss die Konferenz entsprechend einer vorangegangenen Absprache der beiden Flügel, organisatorische Änderungen im Verband. Mit der Verbandsleitung wurde fortan eine siebenköpfige Reichsleitung betraut, informell besetzt mit zwei „Hofgeismarern“, zwei „Hannoveranern“ und drei Vertretern aus Berlin. In diese wurden einstimmig gewählt Scholz, Gustav Dahrendorf, Franz Osterroth, Otto Lamm, Franz Lepinski, Keller und Maria Hodann. Zum Redakteur der Jungsozialistischen Blätter wurde Georg Engelbert Graf gewählt. Der Reichsausschuss hatte fortan die Aufgabe, zusammengesetzt aus Vertretern der Bezirke, die Reichsleitung zu kontrollieren.
Das Wirken der „Nelsonianer“ im Internationalen Jugendbund wurden in der Folge verbands- wie parteiintern zunehmend kritisch beäugt. Ihnen wurde vorgeworfen, einen Geheimbund zu bilden. Zwar konnte deren Vertreterin Maria Hodann in der Reichsleitung noch knapp als deutsche Vertreterin für das Exekutiv-Komitee der Sozialistischen Jugendinternationale nominiert werden, jedoch wurde seitens des SPD-Parteivorstands bald eine Mitgliedschaft im Nelson-Bund für unvereinbar mit der SPD-Mitgliedschaft erklärt. Ein Teil der Nelsonianer verließ daraufhin den Bund und verblieb in der SPD, die meisten jedoch gaben ihre SPD-Mitgliedschaft auf und gründeten den Internationalen Sozialistischen Kampfbund (ISK). Die jungsozialistische Reichsleitung erklärte diesen daraufhin zum politischen Gegner, der sich gegen eine starke Arbeiterpartei stelle.
Nachdem der Verband den rechtsstehenden nationalrevolutionären Jungsozialisten Ernst Niekisch 1926 ausschloss, traten die Hofgeismarer Vertreter in der Reichsleitung von ihren Ämtern zurück, obwohl der Hofgeismarer Kreis im Vorhinein Distanz zu Niekisch zeigte. Auch warfen Hannoveraner den Hofgeismarern vor, durch ihren Politischen Rundbrief die Verbandszeitschrift JB unter Druck zu setzen, die mit sinkenden Auflagen (1926 3.030 Exemplare) kämpfte, der wiederum von den Hofgeismarern eine zu linke Gewichtung unterstellt wurde. Die Auseinandersetzung führte dazu, dass die Hofgeismarer sich aus der aktiven Arbeit bei den Jungsozialisten zurückzogen und fortan unmittelbar in der Partei tätig wurden. Konfliktträchtig war auch die Forderung der SAJ, ihre Altersgrenze auf 20 Jahre zu erhöhen, was die Jungsozialisten ablehnten. Den Jungsozialisten wurde vorgeworfen, fehlende Parteidisziplin zu zeigen und sich auf Strömungskämpfe zu konzentrieren. Die Jungsozialisten wiederum beklagten, die Partei unterstütze sie nicht genug und das Jungbanner greife ihnen die Mitglieder ab.
Themen innerhalb des Verbands dieser Zeit, die sich auch in der JB niederschlugen, betrafen eine Bandbreite von Gegenständen wie „die Entwicklung des modernen Imperialismus, Parlamentarismus und Demokratie, Sozialisierung, Sozialistische Wirtschaft, Betriebsräte und Sozialisierung, […] England, de[n] Kolonialismus und das beginnende Ende des englischen Weltreichs, de[n] Kampf um das Arbeitstempo, Maschine und Mensch“, Krieg in der Dichtung sowie die Liebe.
Am 5. Juni 1927 fand die Reichskonferenz der Jungsozialisten in Dresden statt. Wie viele Delegierte eine Ortsgruppe entsenden durfte, bestimmte sich nach der Zahl der örtlichen JB-Abonnenten. Auf zwölf Abonnenten kam ein Grund-Delegierter, für je 50 weitere Abonnenten ein weiterer Delegierter. Nach einer Umfrage der Dresdner Jungsozialisten hatten 1927 die Berliner Jungsozialisten in zwölf Ortsgruppen insgesamt 249 Mitglieder, davon 158 Männer und 91 Frauen, 201 im Alter von 18 bis 25 Jahren. 74 % waren Mitglied einer Gewerkschaft.
An der Konferenz nahmen 81 Stimmberechtigte teil, außer den Delegierten darunter sieben Mitglieder der Reichsleitung und ein Vertreter des Parteivorstands. Die Reichskonferenz verlief ohne großen Konflikt; Reichsleiter Franz Lipinski machte in seinem Rechenschaftsbericht mit dem Ausscheiden der Hofgeismarer und Nelsonianer eine positive Entwicklung aus. In die Reichsleitung einstimmig gewählt wurden Franz Lipinski, Ott, Gentz, Wiechert und Eisner; auch einstimmig wurde Graf als Redakteur der JB wiedergewählt.
Mit dem Lauf der zweiten Hälfte der 1920er Jahre zunehmende Bedeutung erhielten die „Roten Kämpfer“, eine überschaubare linkskommunistische Gruppierung im Verband, von der sich örtliche Gruppen in Sachsen, Berlin und im Rhein- und Ruhrgebiet bildeten. Sie standen unter dem ideellen Einfluss von Karl Schröder, beteiligte Personen waren unter anderem Helmut Wagner und Heinz Kühn. Die Roten Kämpfer propagierten eine Verschärfung des Klassenkampfs und hatten zudem teils Einfluss in der SAJ wie auch in SPD-Gremien im Westlichen Westfalen. Als Zeitschrift gaben sie von 1930 bis 1931 Der Rote Kämpfer heraus.
Bei der Reichskonferenz am 19. Mai 1929 wurden in die Reichsleitung Wendt (Dresden), Gentz (Bremen), Seifart (München), Fritz Lewy (Breslau) und die Berliner Lepinski, Seigewasser und Dora Fabian gewählt; als Redakteur der JB wurde Graf wiedergewählt.
Der Reichsleiter der Jungsozialisten Lepinski versuchte auf der SAJ-Reichskonferenz am 18./19. April 1930 auch Vorsitzender der SAJ zu werden, um damit den SAJ-Hauptvorstand zu übernehmen, der als parteivorstandstreu galt. Der amtierende SAJ-Vorsitzende, Erich Ollenhauer, behauptete sich aber mit 93 zu 50 Stimmen. Mehrere politisch linkere Anträge aus Reihen eigentlich bei den Jungsozialisten Aktiver wurden gestellt, die zwar allesamt abgelehnt wurden, jedoch deutlich machten, dass auch die SAJ eine zunehmend linke Opposition besaß. Das auf der Konferenz errechnete Durchschnittsalter der SAJ-Delegierten lag mit 25 Jahren oberhalb der eigentlichen Verbandszielgruppe.
1930 kam es im SPD-Bezirk von Groß-Berlin zu einem Konflikt zwischen der Berliner Jungsozialistischen Vereinigung und dem SPD-Bezirksvorstand. Bei einer Parteiveranstaltung am 21. November gerieten im Saalschutz tätige Mitglieder des Jungbanners und einige jüngere Sozialdemokraten aneinander. Der Bezirksvorstand machte aus, dass es sich bei letzteren um einen Jungordnerdienst der Jungsozialisten handele, der parteibeschlusswidrig gebildet worden sei und zeige, dass die Jungsozialisten sich als „Partei in der Partei“ gerierten. In der Folge löste der Bezirksvorstand die Berliner Jungsozialistische Vereinigung auf. Die Führung der Berliner Jungsozialisten bestritt derweil, dass es in Berlin einen „Jungproletarischen Ordnerdienst“ mit ihrer Billigung gegeben habe.
Der SPD-Reichsausschuss billigte die Auflösung der Berliner Jungsozialisten-Vereinigung und beschloss den Parteivorstand aufzufordern, auch auf Reichsebene die jungsozialistische Bewegung zu reorganisieren, um „die Werbungs- und Schulungsarbeit der jungen Parteigenossen auf breitere Grundlage durchzuführen und eine engere Verbindung zwischen dieser Arbeit und der allgemeinen Tätigkeit der Partei herzustellen.“ Der Reichsvorstand der Jungsozialisten erklärte daraufhin, bereit zu sein, an einer solchen Reorganisation mitzuwirken.
In verschiedenen Bezirken der Partei wurde nun gegen die Jungsozialisten gearbeitet. Ortsgruppen wurden seitens der Partei zusammengelegt oder als parteinahe Konkurrenzorganisation eine „Arbeitsgemeinschaft junger Sozialdemokraten“ gegründet. Der Jungsozialisten-Reichsausschuss beschloss am 15. Februar 1931 eigene Vorschläge für eine Reorganisation des Verbands. In jedem SPD-Ortsverein sollte demnach eine jungsozialistische Gruppe aller Genossen bis zum 25. Lebensjahr gegründet werden, deren Obmann der Ortsleitung angehören sollte. Für die Bezirksorganisation wurde entsprechendes vorgeschlagen. Auf Reichsebene sollte alle zwei Jahre ein Reichsjugendtag zusammentreten und anstelle der Reichsleitung ein Beirat der Jungsozialisten beim Parteivorstand eingerichtet werden.
Die mögliche Reorganisation war großes Thema der Reichskonferenz zu Ostern 1931. Der Reichsvorsitzende Lepinski setzte sich für die Vorschläge des Reichsausschusses ein, während der Breslauer Jungsozialist ein Referat zugunsten der Beibehaltung der bestehenden Strukturen hielt, in der er bessere Wirkungsmöglichkeiten für die Jungsozialisten in der Partei ausmachte. Der Reichsausschuss-Vorschlag wurde mit 73 zu 31 Stimmen abgelehnt. Ein Antrag Brandenburg und Breslau hingegen fand mit 37 zu 31 Stimmen Zustimmung. Diesem nach sei die aktuelle Situation der Jungsozialisten gekennzeichnet durch die Zuspitzung der Klassengegensätze und eine politische und programmatische Krise der SPD. Zur Vorantreibung einer revolutionären marxistischen Politik müsse die sozialistische Jugend daher in der Arbeit der Partei selbst vollen Einsatz zeigen. Eine Reorganisation der Jungsozialisten mit dem Ziel, ihre Selbstbestimmung in der politischen Willensbildung zu unterdrücken, werde daher abgelehnt. Nichtsdestoweniger beschloss die Reichskonferenz im Anschluss hieran auf Antrag der Jungsozialisten Düsseldorf mit wenigen Änderungen den ursprünglichen Reorganisations-Antrag des Reichsausschusses und setzte sich damit in Widerspruch zu sich selbst. In die Reichsleitung gewählt wurden die Berliner Seigewasser, Kreßmann und Breitbach, aus Düsseldorf Suchan, aus Breslau Schuler und aus Plochingen Löffler gewählt.
Einen Dialog mit der neuen Reichsleitung lehnte der Parteivorstand ab. Auf dem Leipziger Parteitag 1931 wurde den Jungsozialisten das Recht entzogen, einen beratenden Delegierten zu entsenden. Erich Ollenhauer hielt für den Parteivorstand ein Referat zum Thema „Partei und Jugend“, in der er die Jungsozialisten damit angriff, sie kämen der Aufgabe nicht nach, zwischen Partei und Jugend zu vermitteln und seien öffentlich zu kritisch. Der Parteitag beschloss daraufhin, ohne Vertretern der Jungsozialisten vorher das Wort zu erteilen, die Auflösung des Verbands.
Um sozialistische Jugendarbeit fortzuführen, gründete der vormalige JB-Redakteur Graf die Sozialistische Jugend als Nachfolgezeitschrift, die jedoch bereits nach fünf Ausgaben eingestellt wurde. Einige Jungsozialisten wechselten zur im Oktober 1931 gegründeten SPD-Abspaltung Sozialistische Arbeiterpartei Deutschlands, viele lehnten diese aber weiterhin als spalterisch ab.

### 1933–1945 – Verbot der Organisationen der Arbeiterjugend
Nach der Auflösung der Jungsozialisten verblieb der SPD als Parteijugendverband die Sozialistische Arbeiterjugend (SAJ). Diese versuchte ihre Arbeit auch nach der Machtübernahme durch die Nationalsozialisten im Januar 1933 fortzusetzen. Einzelne SAJ-Gruppierungen begannen jedoch, sich auf ein mögliches Verbot der SAJ und eine Arbeit im Geheimen vorzubereiten, was seitens der Partei aber unterbunden wurde. Am 22. Februar 1933 ermordeten zwei SA-Männer ein SAJ-Mitglied, das auf der Straße Flugblätter verteilte. Es folgten Verbote der SAJ-Zeitschrift Arbeiter-Jugend und regionaler SAJ-Gliederungen, etwa am 11. März in Bayern. April 1933 begaben sich neben anderen Parteivorstandsmitgliedern auch der SAJ-Vorsitzende Ollenhauer ins Exil, am 22. Juni 1933 folgte das Verbot der SPD. Im Untergrund versuchten einige Parteimitglieder trotz der Verfolgung durch die Nazis weiterzuarbeiten, auch solche aus den Reihen der ehemaligen Jungsozialisten. So konnten etwa die Roten Kämpfer bis Ende der 1930er Jahre im Deutschen Reich tätig bleiben. Angehörige der Arbeiterjugendbewegung organisierten sich außerdem in vermeintlich unpolitischen Wander- und Alpenvereinen, wo jedoch oft antinazistische Gedanken verbreitet wurden. Ehemalige Mitglieder der Jungsozialisten wurden von den Nazis teilweise ermordet oder inhaftiert, darunter auch ehemals führende Köpfe, die nunmehr auf unterschiedliche Weise im Widerstand aktiv waren.
Bei der von der Deutschen Studentenschaft durchgeführten Bücherverbrennung am 10. Mai 1933 fanden sich unter den zerstörten Werken neben vielen anderen sozialistischen Texten auch solche aus dem Umfeld der Jungsozialisten, so von Georg Engelbert Graf, Franz Lepinskis Die Jungsozialistische Bewegung und weitere.

### 1945–1969 – Wiedergründung und Entwicklung bis zur APO
Zeitgleich mit der Reorganisation der SPD im Nachkriegsdeutschland fanden sich 1945 auch Vertreter der Arbeiterjugend wieder zusammen. Es bildeten sich im Jahr 1945 Zusammenschlüsse junger Sozialdemokraten und Kommunisten als Freie Deutsche Jugend, etwas später gingen viele Jüngere zu den Falken, Ältere fanden sich in örtlichen Gruppen als „Jungsozialisten“ zusammen.
Die sich so neuerlich formierende jungsozialistische Bewegung wurde vom SPD-Parteitag in Hannover 1946 anerkannt. Er beschloss, in jedem Ortsverein für Parteimitglieder zwischen 18 und 35 jungsozialistische Arbeitsgemeinschaften zu gründen, die sich mit der Erziehung der Parteijugend „zu sozialistischen Aktivisten“ befassen sollten. Hierzu müsse das „wissenschaftliche Rüstzeug“ vermittelt werden sowie die „Kleinarbeit“ der einzelnen Mitglieder in der Partei gewährleistet werden. Die Anhebung der Altersgrenze auf 35 sollte ermöglichen, auch die Masse der Kriegsteilnehmer in die Arbeit einzubeziehen. Eine Mitarbeit war auch ohne Parteibuch zulässig.
An die Stelle des nicht reibungsfreien Dualismus von Jungsozialisten und SAJ aus der Weimarer Zeit trat nun ein Dualismus aus Jungsozialisten und Falken. Der erste Zentralsekretär der Jusos, der vom Parteivorstand ernannt wurde und den Verband leitete, Hans Hermsdorf, rief nach dem Parteibeschluss in einem Rundschreiben die SPD-Bezirke zur Einrichtung von Jungsozialisten-Arbeitsgemeinschaften auf. Derweil versuchte Klaus Schütz, selbst auch Jungsozialist, die Etablierung der Falken als Jugendverband der SPD voranzutreiben. Zudem gründete sich als Studentenorganisation unter dem Gründungsvorsitzenden Helmut Schmidt der Sozialistische Deutsche Studentenbund (SDS).
Der Jahresbericht der Jungsozialisten wies 1947 480 Ortsgruppen aus, im Folgejahr bereits 900. Von den SPD-Mitgliedern waren etwa 80.000 unter 30, 15 % davon arbeiteten aktiv bei den Jusos mit, laut Jahresbericht ein Drittel Frauen.
Die erste Delegiertenkonferenz der Jungsozialisten im Nachkriegsdeutschlands traf sich im Mai 1947 in Gelsenkirchen. Die Verbandsarbeit stellte sich noch sehr parteinah dar, im Zentralausschuss referierten vor allem Funktionäre der Parteiführung. 1948 fand der Verband Aufnahme in die Sozialistische Jugendinternationale. Bei der zentralen Konferenz der Jungsozialisten vom 12. bis 14. Mai 1948 in Hof, an der auch noch Delegierte aus der sowjetischen Besatzungszone teilnahmen, beantragte Heinz Kühn, der die Eigenschaft der Jungsozialisten als „Bildungsgemeinschaft junger Sozialisten“ ohne „von der Partei unabhängigen politischen Aktionsaufgaben“ betonte, das Amt eines gewählten Vorsitzenden zu schaffen. Dies wurde jedoch abgelehnt. Inhaltliche Debatten sind nur wenig überliefert.
1949 wurde Werner Buchstaller neuer Zentralsekretär. Die Obergrenze beim Alter der Mitgliedschaft wurde auf bis zu 30 Jahre herabgesetzt und die Jusos wurden in ihren Arbeits- und Organisationsrichtlinien ausdrücklich beauftragt, zu jugendpolitischen Fragen Stellung zu beziehen. Die Jusos wählten neben dem ernannten Zentralsekretär als Verbandsleitung einen Zentralen Arbeitsausschuss. Den einzelnen Juso-Arbeitsgemeinschaften wurde vor Ort häufig keine eigenständige politische Arbeit, erst recht nicht nach außen hin, erlaubt. Die Unterordnung der Jungsozialisten als bloße „Arbeitsgemeinschaft“ innerhalb der SPD fand oft Betonung. Jedoch beschloss die SPD 1949 die Einrichtung eines Ausschusses für Jugendfragen beim Parteiausschuss, zu dem u. a. Falken, SDS und Jusos Vertreter entsandten. Für die Jungsozialisten nahmen Buchstaller, Heinz Pöhler und Walter Haas teil.
Anfang der 50er Jahre agitierten die Jungsozialisten aus antimilitaristischen und antikolonialen Gründen gegen Rekrutierungsbemühungen der französischen Fremdenlegion. So rissen sie Propagandaplakate der Legion ab und hängten eigene auf. 1951 gründeten die Jungsozialisten den Ring politischer Jugend (RPJ) mit.
1953 begannen die Jungsozialisten, die Zeitschrift Klarer Kurs im Monatsturnus herauszugeben. Noch immer stand die Bildungsarbeit im Fokus, 1952 veranstalteten die Jusos 361 Schulungen mit 14.000 Teilnehmern. Mitte der 1950er Jahre begannen die Jusos ihre internationalen Kontakte zu intensivieren. So kam es zu Reisen von Delegationen nach Jugoslawien mit einem Zusammentreffen mit Josip Tito mit späterem jugoslawischem Gegenbesuch, nach Indien, nach Israel und zu Kontakten zur FDJ in der DDR oder zu tunesischen Sozialisten. Vom 1. bis zum 10. Juli fand in Berlin das Festival der Arbeiterjugend-Internationale statt. An den innerparteilichen Diskussionen zum Godesberger Programm im Vorfeld des Parteitags 1959 beteiligten sich die Jungsozialisten kaum.
1959 kam es zu einer Organisationsreform bei den Jungsozialisten durch den Parteivorstand. Die Altersgrenze wurde wieder auf 35 angehoben. Alle zwei Jahre sollte ein Bundeskongress veranstaltet werden. Außerdem sollte es nunmehr einen Bundesausschuss der Jungsozialisten geben, der sich aus den Juso-Bezirksvorsitzenden zusammensetzte. Dieser wählte aus seiner Mitte einen Juso-Bundesvorsitzenden und einen Stellvertreter. Die Wahl bedurfte der Bestätigung durch den Parteivorstand. Der Bundessekretär wurde zukünftig in Einvernehmen mit dem Bundesausschuss ernannt. Erster Bundesvorsitzender wurde so Hans-Jürgen Wischnewski, sein Stellvertreter Horst Seefeld. Bundessekretär blieb Werner Buchstaller.
Der erste Juso-Bundeskongress tagte vom 8. bis zum 10. Mai 1959 in Karlsruhe und fasste Beschlüsse zum zweiten Bildungsweg, zu Wohnungen für junge Familien, zur Zusammenarbeit mit Angehörigen der Bundeswehr und zur Bildungsarbeit; er sprach sich gegen Atomwaffen für die Bundeswehr und die Kampagne der Fremdenlegion und für die Unterstützung von Kriegsflüchtlingen aus Algerien in Deutschland aus. Außerdem lehnte er jede Zusammenarbeit mit kommunistischen Organisationen ab.
Der zweite Juso-Bundeskongress fand 1961 statt. Zum Bundesvorsitzenden wurde Holger Börner gewählt, zu seinem Stellvertreter Günther Müller. Zum Bundessekretär wurde Horst Seefeld bestimmt. Im selben Jahr erklärte der Parteivorstand, die Mitgliedschaft im SDS, mit dem dieser große Auseinandersetzungen hatte, sei unvereinbar mit der in der SPD. Stattdessen wurde als parteinahe Hochschulorganisation der Sozialdemokratische Hochschulbund (SHB) gegründet.
Der Bundeskongress 1963 in Berlin, der nunmehr erstmals den Vorsitzenden selbst wählen konnte, bestimmte zum Vorsitzenden Günther Müller, zum Stellvertreter Peter Corterier. 1965 in Hamburg befasste sich der Bundeskongress mit den Ostermärschen, der Hallstein-Doktrin und den Notstandsgesetzen. Der Kongress zeichnete sich durch ungewohnten Debattenreichtum aus, was auf die Bezirke Hessen-Süd und Schleswig-Holstein zurückzuführen ist, die dezidiert linke Delegationen zum Bundeskongress entsandten. Aus Zeitgründen wurde der Kongress unterbrochen und im März 1966 in Bad Godesberg fortgesetzt.
Gegenüber der FDJ behielten die Jusos Distanz und brachen 1964 sogar die Beziehungen zum Nationalkomitee der belgischen Jungsozialisten ab, als dieses offizielle Kontakte zur FDJ herstellte.
Zwischen 1963 und 1967 war jedes zweite SPD-Mitglied Mitglied der Jusos, gleichzeitig politisierte sich die Jugend in Richtung links. Dies wirkte sich auch auf die Jungsozialisten aus. So kam es auf dem Bundeskongress 1967 in Mainz zu einer Kampfkandidatur um den Vorsitzendenposten, die Peter Corterier jedoch mit 110 zu 78 Stimmen gegen den linksstehenden Christian Richter für sich entscheiden konnte. Der Kongress forderte die Anerkennung der DDR als gleichberechtigten Verhandlungspartner der Bundesrepublik und lehnte einen Antrag des Bezirks Nord-Niedersachsen ab, den Verband in „Junge Sozialdemokraten“ umzubenennen.
Der Bundesausschuss der Jusos forderte 1967 den Rücktritt von Verantwortlichen des West-Berliner Senats, nachdem bei Protesten der Studentenaktivist Benno Ohnesorg erschossen worden war. Corterier nahm für die SPD an Ohnesorgs Begräbnis teil und schrieb im Auftrag des Bundesausschusses einen Protestbrief an den Axel-Springer-Verlag.
Der SHB, der personell vielfach mit den Jusos verbunden war, bewegte sich in Anschluss vieler Diskussionen im SDS bald ebenfalls nach links. Die berühmte Protestaktion bei der Rektoratsübergabe an der Universität Hamburg 1967 mit dem Banner „Unter den Talaren – Muff von 1000 Jahren“ wurde von SHB-Mitgliedern organisiert.
Ein bestimmendes Thema im Verband war der Umgang mit der Unzufriedenheit vieler Jungsozialisten mit den bestehenden Verhältnissen und der Rolle der Sozialdemokratie. So hielt das „Haushamer Manifest“ des bayrischen Juso-Bezirks fest, dass es einen Widerspruch zwischen demokratischer Theorie von freier und gleicher Entfaltung und demokratischer Praxis von u. a. wirtschaftlicher Abhängigkeit, Manipulationen, Statusdenken und Unterdrückung von Minderheiten gebe. Aussagen führender Politiker seien ob der Verhältnisse unaufrichtig, die repräsentative Demokratie sei zur Fassade verkommen. Die SPD enttäusche in sie gesetzte Hoffnungen junger Menschen, da sie sich von ihrem Anspruch, die Gesellschaft grundlegend zu verändern und nicht nur bestehende kapitalistische Verhältnisse zu verwalten, verabschiedet habe. Von zunehmend vielen abgelehnt wurde auch der Begriff der Volkspartei, der die bestehenden Klassenverhältnisse verschleiere.
Der Mainzer Bundeskongress im Mai 1968 beschloss eine Resolution, wonach er sich wegen sich steigernder Mängel bei der demokratischen Willensbildung in der SPD besorgt zeige. Er kritisierte eine Machtverlagerung von der Parteibasis weg hin zum Parteivorstand und der Bundestagsfraktion. Zudem erkannte er an, dass die außerparlamentarische Opposition aufgrund einer „Erstarrung des politischen Lebens“ notwendig sei und verurteilte den Parteiausschluss der SPD-Linken Harry Ristock und Erwin Beck auf das Schärfste. Im selben Jahr forderte der Bundesvorstand, dass die Konzentration der Presse, insbesondere des Springer-Verlags, gesetzlich geregelt werden müsse. Zudem forderte er eine Hochschulreform mit effektiver Mitbestimmung von Studenten, Assistenten und Nichtordinarien sowie die Mitbestimmung der Arbeitnehmer in den Großunternehmen.

### Linkswende im Jahr 1969
Im Dezember des Jahres 1969 vollzog sich die geschichtsträchtige „Linkswende“ der Jusos. Der Kongress begann mit dem Eklat, dass der als Gast angereiste SPD-Bundesgeschäftsführer Hans-Jürgen Wischnewski von den Delegierten ausgebuht, als nicht kompetent bezeichnet und sein angedachtes Referat von der Tagesordnung gestimmt wurde. Der Rechenschaftsbericht des Vorsitzenden Corterier wurde ebenfalls von der Tagesordnung gestimmt, der daraufhin seinen sofortigen Rücktritt anbot, was der Kongress jedoch ablehnte. Stattdessen wurde Corterier mit 146 zu 11 Stimmen bei 15 Enthaltungen abgewählt. In einer Pressemitteilung bezeichnete Corterier daraufhin die Kongressmehrheit als linksextrem und befand, man wolle die SPD zu einer extremistischen Partei umformen; ein Vorwurf, den 15 Juso-Bezirke in einer darauf folgenden Pressemitteilung scharf zurückwiesen.
Der Kongress beschloss, dass die Jusos die „Erkenntnis der gesellschaftlichen Widersprüche und Konflikte“ statt eines „falsch verstandenen Pragmatismus“ anstrebten, während die Bundes-SPD sich an die Verhältnisse unter Preisgabe sozialistischer Konzeption anpasse und durch das Modell der Volkspartei schon innerparteilich zu Kompromissen mit den Bürgerlichen gezwungen sei. Dies hindere die SPD daran, die eigentlichen Interessen der Lohnabhängigen zu vertreten. Ziel der Sozialdemokratie müsse aber die Demokratisierung aller Lebensbereiche sein, was beinhalte, Produktionsmittel in eine gesamtgesellschaftliche Verantwortung zu überführen. Zum neuen Vorsitzenden wählte der Bundeskongress mit 155 der 190 abgegebenen Stimmen Karsten Voigt, zu Stellvertretern Thomas von der Vring und Norbert Gansel.
Im selben Jahr beschloss der Parteivorstand, dass der Juso-Bundessekretär den Weisungen des Juso-Bundesvorstands unterliegen solle.

### 1969–1989

Früheres Logo der Jusos, wird heute u. a. vom Bezirk Hessen-Nord verwendet, um die IUSY-Verbundenheit zu betonen

Seit den 1970er Jahren nutzen die Jusos die traditionelle „Faust mit Rose“ der Sozialistischen Internationale als ihr Logo.
1973 gelang es den links der SPD positionierten Jusos, im Rahmen der 68er-Bewegung mit mehr als 300.000 Mitgliedern ihren bisherigen Höchststand zu erreichen und viele SPD-Gremien zu „übernehmen“; zu nennen sind etwa die Übernahme des Unterbezirks München in Auseinandersetzung mit Hans-Jochen Vogel oder die erfolgreiche Aufstellung des 28-jährigen Herbert Schmalstieg als Oberbürgermeister-Kandidat Hannovers. Die Jusos stellten zu diesem Zeitpunkt etwa 30 % der SPD-Mitglieder.
Inhaltlich traten die Jungsozialisten ab 1969 ein für die Demokratisierung aller Lebensbereiche, insbesondere der Wirtschaft und des Staates, durch systemüberwindende Reformen. Dies sollte bedeuten: die Vergesellschaftung der strukturbestimmten Bereiche der Wirtschaft (sogenannte Schlüsselindustrien), gesamtgesellschaftliche Planung der Investitions-, Forschungs- und Entwicklungsprioritäten bei relativer Autonomie der einzelnen Unternehmen im Rahmen dieser zentralen Rahmensetzung (so genannter „zentraler Rahmenplan bei dezentraler Feinsteuerung“). Auch nahmen die Jusos zunehmende feministische Positionen ein.
Die zahlenmäßige Größe der Jusos und ihre offensiven sozialistischen Forderungen führten zu einem kritischen Beäugen durch den Parteivorstand, der sich intensiv mit den Beschlüssen der Bundeskongresse 1969 und 1970 auseinandersetzte und darin geäußerte Kritik scharf zurückwies. Erwogen wurde sogar, den Jusos die Selbstständigkeit zu entziehen. Gleichzeitig erachtete der Parteivorstand Juso-Positionen in der Bildungs- und Ausbildungspolitik, der Kommunalpolitik und der Mitbestimmung für diskutabel.
Weiteres Reizthema war die Zusammenarbeit mit Kommunisten, insbesondere der Deutschen Kommunistischen Partei (DKP). Während die SPD-Führung diese auf das Schärfste ablehnte bis hin zum Erlass eines offiziellen Zusammenarbeitsverbots im November 1970, wollten sich die Jusos eine stellenweise Kooperation mit kommunistischen Organisationen offen lassen, schon um selber in politisch breit aufgestellten Bündnissen teilnehmen zu können, an denen u. a. auch Kommunisten beteiligt waren. Dies führte zu einer Reihe von Parteiordnungsverfahren und auch Parteiausschlüssen, so etwa auch gegen den stellvertretenden Bundesvorsitzenden Wolfgang Roth, der von der Hamburger SPD-Schiedskommission für seine Beteiligung an der Protestaktion „Roter Punkt“ aus der SPD ausgeschlossen wurde. Die Bundesschiedskommission setzte die Sanktion nach großer öffentlicher Anteilnahme jedoch auf eine Rüge herab. Auch ein informelles Treffen einer Delegation der Juso-Führung mit dem DDR-Staatsratsvorsitzenden Walter Ulbricht im Juni 1970 führte zu einer scharfen Reaktion des Parteivorstands.
Die Jungsozialisten begannen, die sogenannte „Doppelstrategie“ zu verfolgen, die für die Verbandsarbeit bis in die Gegenwart Relevanz hat. Zum ersten Mal Gegenstand eines größeren Beschlusses wurde diese auf der Kommunalpolitischen Arbeitskonferenz 1970 in Mannheim. Der Doppelstrategie nach könne es gesellschaftliche Veränderungen von grundsätzlicher Bedeutung nur dann geben, wenn neben einer parlamentarischen Mehrheit auch ein entsprechender zivilgesellschaftlicher Wille gebildet wird, für den entsprechend auf die Bevölkerung eingewirkt werden müsse. Dies bedeutet einerseits, mit dem „Standbein“ in der SPD zu agieren und dort Machtpositionen zu besetzen, um inhaltliche Positionen durchzusetzen, und andererseits mit dem „Spielbein“ in gesellschaftlichen Bewegungen präsent zu sein und mit diesen gemeinsam Druck auf die SPD hin zu den von den Jusos auch in der Partei vertretenen Inhalten zu entfalten. Details der Strategie sowie ihre Herleitung blieben jedoch umstritten.
Im Dezember 1970 tagte der Bundeskongress in Bremen. Allmählich zeichnete sich durch unterschiedliche Argumentationsansätze in der Debatte der Delegierten um die Ausrichtung der SPD die Bildung von Strömungen ab. Gäste des Kongresses waren Willy Brandt, Herbert Wehner und Hans-Jürgen Wischnewski. Als Bundesvorsitzender kandidierte erneut Karsten Voigt, Gegenkandidat war der gemäßigtere Norbert Gansel. Während Voigt sich mit der tendenziell marxistischen Kongressmehrheit mit 138 Stimmen durchsetzte, unterlag Gansel, der eher einen ethischen Sozialismusbegriff vertrat, mit 59 Stimmen.
Im März 1971 trennte sich die SPD vom Sozialdemokratischen Hochschulbund, der sich daraufhin in Sozialistischer Hochschulbund umbenannte.
Auf Beschluss des Bremer Bundeskongresses wurde für den Dezember 1971 ein Strategiekongress in Hannover einberufen, der die im Grundsatz bereits 1969 beschlossene Konzeption der systemüberwindenden Reformen inhaltlich vorantreiben und vereinheitlichen sollte. Ergebnis des Kongresses waren die „Thesen zur Politischen Ökonomie und Strategie“, welche den aufgeflammeten Theorienstreit der Strömungen jedoch nicht beilegen konnten.
Zahlenmäßig größte Juso-Strömung war zu dem Zeitpunkt die locker verbundene Gruppe der Reformsozialisten („Refos“, ab Mitte der 1980er Jahre auch „Undogmatische“), die alle Mitglieder des Bundesvorstandes stellte. Sie ging davon aus, dass Staat und Wirtschaft relativ unabhängig nebeneinander stehende, sich wechselseitig beeinflussende Sphären seien, die sich nicht in Basis und Überbau hierarchisierten. Ihr politisches Ziel war es, mittels der Partei parlamentarische Mehrheiten für antikapitalistische Strukturreformen zu erreichen, wofür die sozialdemokratische Regierungspolitik radikaler werden müsse.
Den Refos gegenüber standen die „Juso-Linken“ (so die Eigenbezeichnung) bzw. die „Stamokaps“ oder „Stamis“ (so die Fremdbezeichnung), die die Theorie vom Staatsmonopolistischen Kapitalismus vertraten und sich seit Dezember 1971 in einem „Hannoveraner Kreis“ (HK) organisierten. Sie bauten inhaltlich auf Rudolf Hilferdings Das Finanzkapital und seiner Theorie des organisierten Kapitalismus sowie diesbezüglichen Diskussionen französischer Sozialisten auf. Der „Juso-Linken“ zufolge komme es in der Wirtschaft aufgrund des Zwangs zur Akkumulation zur Bildung von Monopolen. Diese bedienten sich zur Durchsetzung ihrer Interessen schließlich des Staates, indem dieser in die Wirtschaft im Interesse der Monopole eingreife. Zudem sorge er mittels Repression und mittels des Sozialstaats für einen sozialen Frieden, der die bestehenden Produktionsverhältnisse schütze und werde selber als Kapitalist dort tätig, wo die Wirtschaft auf seine Infrastruktur angewiesen sei. Politisches Ziel der Jusos müsse daher das Schließen eines antimonopolistischen Bündnisses mit den ausgebeuteten Bevölkerungsgruppen darstellen, um eine geschlossene Gegenmacht gegen die Monopole zu organisieren. Dies schließe die punktuelle Zusammenarbeit mit der DKP, nicht aber mit den so genannten „K-Gruppen“ ein. Seine Zentren hatte der Stamokap-Flügel in Hamburg, Berlin, Nord-Niedersachsen und Frankfurt, später auch in Ostwestfalen-Lippe. Seine teilweise bestehenden theoretischen Überschneidungen zur offiziellen Wissenschaft der DDR machten ihn zur Zielscheibe des Vorwurfs, die Jusos wollten in der Bundesrepublik einen Staat nach ostdeutschem Vorbild errichten. Seine wichtigste programmatische Veröffentlichung waren die 1980 erschienenen Herforder Thesen. Aus dem Umfeld des Hannoveraner Kreises wurde die seit 1978 erscheinende Spw – Zeitschrift für sozialistische Politik und Wirtschaft gegründet.
Neben Refos und Stamokaps gab es zudem noch die eher spontaneistisch oder rätesozialistisch orientierten „Antirevisionisten“ („Antirevis“), die im Juso-Bezirk Hannover die Mehrheit bildeten und daneben in Göttingen einen Schwerpunkt hatten. Ihre Vordenker waren Helmut Korte und Karl Nolle. Ihnen nach sei die Staatsfunktion, die Form der kapitalistischen Produktionsweise zu verallgemeinern, die allgemeinen Bedingungen für diese herzustellen und die Zirkulationssphäre zu verallgemeinern. Parlamentarische Reformpolitik führe daher nicht zur Überwindung, sondern zur Verfestigung des Kapitalismus. Stattdessen sei es notwendig, Formen gesellschaftlicher Selbstorganisation aufzubauen.
Die „55 Thesen“ trugen letztlich am deutlichsten die Handschrift der Reformsozialisten, enthielten jedoch Passagen, in denen sich auch Stamokapler und Antirevisionisten wiederfinden konnten. Dies führte jedoch dazu, dass eine klare Strategie der Jusos für den geforderten Weg zum Sozialismus und der Rolle des Staates hierbei nicht klar war, widersprachen sich doch die Thesen aufgrund der Anleihen aus den verschiedenen Theorie-Lagern teilweise. In der Presseöffentlichkeit wurde dies als Schwäche der Jusos interpretiert, der für sie einen Bedeutungsverlust als Akteur in der SPD mit sich gebracht habe.
Auf dem Bundeskongress im Februar 1972 wurde Wolfgang Roth mit 158 Stimmen bei 26 Gegenstimmen und 18 Enthaltungen zum neuen Bundesvorsitzenden gewählt. Der Antirevisionist Detlev von Larcher bewarb sich als Stellvertreter, wurde jedoch in zwei Durchgängen nicht gewählt. Der Bundesvorstand wurde damit weiterhin allein von Reformsozialisten besetzt.
Der Kongress debattierte darüber, ob bei der nächsten Bundestagswahl das Programm der SPD bei der vielen vorgebrachten Kritik seitens der Jusos überhaupt unterstützt werden konnte. Schließlich beschloss der Kongress, dass man „einen eigenen Wahlkampfbeitrag“ vorbereite, „der auch über die Aussagen der Partei hinausgehen kann.“ Im Wahlkampf dann zeigten sich die Jusos weitgehend geschlossen mit der Partei.
Zu Beginn des Jahres 1973 wurde vom stellvertretenden Bundesvorsitzenden und Refo-Vordenker Johano Strasser ein Papier veröffentlicht, in dem er den Hannoveraner Kreis und dessen „Hamburger Strategiepapier“ zum Staatsmonopolkapitalismus angriff. Er warf dem Kreis u. a. vor, eine unverantwortliche Kaderpolitik zu verfolgen und sich nicht von den autoritären Kommunisten abzugrenzen, womit die Demokratie im Sozialismus auf der Strecke zu bleiben drohe. Außerdem würden die Hannoveraner den Einfluss der Monopole auf den Staat überschätzen und die Krisenhaftigkeit des Kapitalismus nicht einzubedenken. Die folgenden Auseinandersetzung führte zu einer Erhitzung der Stimmung im Verband.

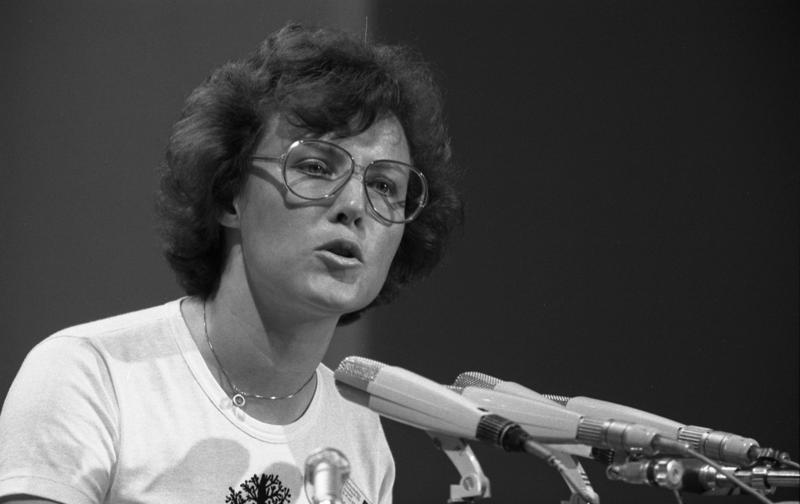
Heidemarie Wieczorek-Zeul, zwischen 1974 und 1977 Juso-Bundesvorsitzende

Auf dem Bundeskongress 1973 in Bad Godesberg versuchte der Hannoveraner Kreis die Theoriedebatten fortzuführen, was ihm jedoch angesichts der reformsozialistischen Delegiertenmehrheit nicht gelang. Im Amt als Bundesvorsitzender wurde Wolfgang Roth mit 138 Ja-Stimmen, allerdings bei 54 Gegenstimmen bestätigt. Der Bundeskongress beschloss, einen Bildungskongress einzuberufen, um den Verband hochschulpolitisch besser aufzustellen. Dieser fand im November selben Jahres statt und beschloss, dass bundesweit Juso-Hochschulgruppen einzurichten seien, die mancherorts seit den Auseinandersetzungen im SHB bereits bestanden.
Als Gegenpol zu den sozialistischen Jusos gründete der Parteivorstand 1973 die Arbeitsgemeinschaft für Arbeit (AfA). 1974 verbot der Parteivorstand zudem den Jusos, Positionen in die Öffentlichkeit zu tragen, die im Widerspruch zu Parteibeschlüssen standen; in sämtliche Öffentlichkeitsarbeit musste vom zuständigen SPD-Vorstand eingewilligt werden.
Auf dem Bundeskongress 1974 in München war die Mehrheit der Reformsozialisten deutlich verkleinert, während aufgrund als gegenüber der SPD zu lasch wahrgenommener Arbeit des Bundesvorstands die Anhängerschaft des oppositionellen Hannoveraner Kreises größer wurde. Dennoch gelang es den Refos, als erste Frau in das Amt der Bundesvorsitzenden Heidemarie Wieczorek-Zeul wählen zu lassen. Mit dem Hannoveraner Klaus Uwe Benneter als Stellvertreter wurde jedoch erstmals ein Vertreter der oppositionellen Strömungen in den Bundesvorstand gewählt. Den Putsch in Chile gegen den sozialistischen Präsidenten Salvador Allende verurteile der Kongress scharf, zudem solidarisierte er sich mit griechischen und portugiesischen Freiheitsbewegungen. Inhaltlich befasste er sich daneben in einer sehr aufgeheizten Debatte der Kongress wieder mit der Rolle des Staates; seine Beschlüsse setzten sich erneut aus theoretischen Anleihen aller Strömungen zusammen und widersprachen sich meist. Die öffentliche Rezeption fiel für den Verband daher sehr negativ aus.
Die theoretischen Diskussionen auf hohem Niveau band die praktischen Kräfte. Schon Anfang der 1970er Jahre wurde zudem deutlich, dass sie meist keine Anknüpfungspunkte für Auszubildende bzw. Lehrlinge bot. Später galt dies auch für die bestehende Mitgliedschaft an der Basis in den Unterbezirken. Schwindende Aktivenzahlen waren die Folge. Zudem versäumten es die Jusos sich in der sich konsolidierenden Parteilinken Einfluss zu verschaffen, so dass sie an Bedeutung verloren. An die Stelle von praktischer Verbandsarbeit trat häufig Streit darum, wer in Wahrheit Sozialist sei und wer nicht.
Die „antirevisionistische“ Strömung, die nach dem Wechsel von Korte und Nolle in das „Sozialistische Büro“ (SB) an Radikalität verlor, gründete 1975 den Göttinger Kreis, der mit dem Hannoveraner Kreis auf dem Bundeskongress vom 28. Februar bis zum 2. März 1975 ein Bündnis schloss.
Auf dem Kongress hatten sowohl Refos als auch die linke Opposition keine Mehrheit. Der theoretische Konflikt spitzte sich jedoch derart zu, dass die Jusos damit am Rand einer Spaltung standen. Der Leitantrag des reformsozialistisch dominierten Bundesvorstands fand keine Mehrheit. Gegenstand der kontroversen Debatte war u. a., ab wann eine Reform die „Systemgrenze“ zum Sozialismus überschritt bzw. ob dies ohne Revolution überhaupt möglich sei und ob die Regierungspolitik sich in die Richtung der Systemgrenze bewege. Nachdem sich eine Einigung nicht herstellen ließ, stellte Wieczorek-Zeul dem Kongress das Ultimatum, entweder einen überarbeiteten Antrag des Bundesvorstands zu beschließen, die Hannoveraner Kandidaten für die Stellvertreter-Posten nicht zu wählen oder aber die Kandidaten Reformsozialisten zögen sich aus der Wahl des Bundesvorstands zurück. Schließlich folgte der Kongress Wieczorek-Zeul. Sie wurde mit 56,6 % der Stimmen wiedergewählt, ihre Stellvertreter wurden die Refos Rudolf Scharping und Herrmann Scheer. Damit war der Bundesvorstand erneut nur durch Reformsozialisten besetzt.
Auf dem Dortmunder Bundeskongress im März 1976 wurde Wieczorek-Zeul wiedergewählt, zudem als Stellvertreter die Hannoveraner Klaus Uwe Benneter und Traute Müller. Theoriediskussionen unterblieben weitgehend. Nach der Bundestagswahl 1976 zerstritt sich der Bundesvorstand über die Frage über die Zusammenarbeit mit Kommunisten, welche Strömung am schlechten Zustand des Verbands schuld sei und wie mit dem Verbot autonomer Öffentlichkeitsarbeit durch den Parteivorstand umgegangen werden sollte.
Auf dem Bundeskongress 1977 wurde nach einer Kampfabstimmung zwischen dem Refo Ottmar Schreiner, dem Göttinger Wolfgang Jüttner und dem Hannoveraner Klaus Uwe Benneter im zweiten Wahlgang gemäß einer Absprache der Oppositionsströmungen letzterer mit vier Stimmen Vorsprung zum neuen Bundesvorsitzenden gewählt. Er trat entschieden dafür ein, das Verbot eigenständiger Öffentlichkeitsarbeit (den „Maulkorberlass“) zu bekämpfen.
Als Benneter in einem Interview mit der konkret jedoch die Mitgliedschaft der Jusos in der SPD als „kein Dogma“ bezeichnete und die Kommunisten als politischen Gegner, die CDU/CSU aber als politisch noch weiter entfernt stehenden Klassenfeind, wurde er nach rund einem Monat Amtszeit aus der SPD ausgeschlossen, was der Juso-Bundesvorstand verurteilte. Sein Ausschluss wurde auch an anderen Stellen zum Anlass genommen, gegen linke Jusos mit Parteiordnungsverfahren vorzugehen. So beschloss der Landesvorstand der Hamburger SPD im Juli 1977, 56 Hamburger Jusos auszuschließen, die sich mit Benneter solidarisiert hatten. Auf den Beschluss des SPD-Landesvorstands folgten innerhalb weniger Tage Solidaritätserklärungen von 1.400 SPD-Mitgliedern.
Auf dem Bundeskongress im Februar 1978 in Hofheim, der nur unter den Auflagen des Parteivorstands stattfand, Benneter nicht das Wort zu erteilen und sich nicht positiv auf den Eurokommunismus zu beziehen, wurde der Kandidat des Göttinger Kreises Gerhard Schröder gewählt, der sich gegen den Refo Schreiner mit 164 zu 126 Stimmen durchsetzte. Inhaltlich beschloss der Kongress ein Aktionsprogramm, das die Theorienstreite der Strömungen hinter sich lassen und eine gemeinsame, identitätsstiftende praktische politische Perspektive für den Verband bieten sollte. Das Programm umfasste eine Reihe von konkreten Einzelforderungen und behandelte auch Themen der Gleichstellung der Frauen, der Friedensbewegung und der Ökologie. Tatsächlich enttheorisierte sich die Alltagsarbeit des Verbands ein Stück weit, behielt aber weiterhin ihren Bezug zum Marxismus. Schröder warb für eine Entspannung des Verhältnisses zur Mutterpartei und erreichte diese auch, sodass der „Maulkorberlass“ schließlich weitgehend zurückgenommen wurde. Jedoch setzte er auf Zusammenarbeit mit den Refos, weswegen er aus dem Göttinger Kreis ausgeschlossen wurde. 1979 wurde er als Bundesvorsitzender wiedergewählt.
Die Reformsozialisten gründeten 1977 den Malenter Kreis, der die Zeitschrift Sozialistische Praxis herausgab. Auch die anderen Kreise publizierten ihre Zeitschriften; die Göttinger seit 1976 den Sozialist, die Hannoveraner die seit 1978 erscheinende spw – Zeitschrift für sozialistische Politik und Wirtschaft.
1978 wurden im Hannoveraner Kreis die „Herforder Thesen“ veröffentlicht, die eine lang andauernde und breite Debatte nach sich zogen, sodass zudem eine wesentliche Überarbeitung 1980 vom Bezirk Ostwestfalen-Lippe herausgegeben wurde. Sie behandelten eine sozialistische Perspektive für die Sozialdemokratie und standen inhaltlich in der Tradition des „Hamburger Strategiepapiers“. Bloßen Reformismus lehnten sie ab. Der Göttinger Kreis publizierte seinerseits die „Göttinger Thesen“ I und II, die eine Kapitalismusanalyse ausgehend von der ökonomischen Basis vornahmen und sich für die Notwendigkeit einer Basismobilisierung zur Überwindung des Kapitalismus aussprachen. Reformpolitik als solche wurde abgelehnt, jedoch als notwendig zur Erreichung von Zwischenzielen anerkannt. Zudem seien die Gewerkschaften in deren unmittelbarem Klassenkampf zu unterstützen.
Auf dem Bundeskongress in Hannover am 1. Juni 1980 wurde der Reformsozialist Willi Piecyk zum Bundesvorsitzenden gewählt. Er wurde in Lahnstein 1981 wiedergewählt. Im Jahr darauf wählte der Bundeskongress, erneut in Lahnstein, Rudolf Hartung zum Vorsitzenden. Auf ihren Kongressen lehnten die Jusos den NATO-Doppelbeschluss ab.
Beim Bundeskongress 1984 in Bad Godesberg wurde der strömungsfreie Ulf Skirke Bundesvorsitzender, die Hannoveraner konnten mit Uwe Kremer, Ingrid Petersen-Buggisch und Olaf Scholz Stellvertreter-Posten besetzen. Bemühungen, Göttinger und Hannoveraner zu einem großen marxistischen Verbandsflügel verschmelzen zu lassen, scheiterten. Letztlich löste sich der Göttinger Kreis weitgehend auf. An seine ideologische Stelle trat die „Südschiene“ aus baden-württembergischen und bayerischen Juso-Bezirken, die weiterhin die Zeitschrift Sozialist herausgab. Der 1984er Bundeskongress beschloss erstmals die Einführung einer 30-prozentigen Frauenquote für den Verband.
An den Weltfestspielen der Jugend und Studenten 1985 in Moskau beteiligte sich auch eine Juso-Delegation. Im selben Jahr besuchte eine Delegation Masaya in Nicaragua und half beim Bau einer Pflastersteinfabrik.
Auf dem Bundeskongress 1986 in Hagen verfügten die Reformsozialisten über 45 % der Delegiertenstimmen. Ihr Kandidat für den Bundesvorsitz war Matthias Kollatz, Gegenkandidat von Hannoveranern und Südschiene war Michael Guggemos, der sich schließlich mit 166 zu 132 Stimmen durchsetzte.
1988 wählte der Bundeskongress in Karlsruhe Susi Möbbeck zur Bundesvorsitzenden. Damals 23-jährig, war sie die bisher jüngste Juso-Bundesvorsitzende. Sie setzte sich gegen Doris Ahnen von den Undogmatischen und Martina Naujocks von der Südschiene durch. Wiedergewählt wurde Möbbeck 1990 auf dem Bundeskongress in München. Den stellvertretenden Parteivorsitzenden Oskar Lafontaine zu diesem Kongress nicht einzuladen, da dessen Positionen zur Sozialpolitik als Aufweichung sozialdemokratischer Grundsätze verstanden wurden, führte zu einem kleineren Eklat. Der Kongress diskutierte unter dem Schlagwort „Recht auf Faulheit“ einen Antrag der Jusos Hessen-Süd, der die Gleichstellung von bestimmten nicht-erwerbsgerichteten Tätigkeiten mit klassischer Erwerbsarbeit sowie die Bewertung von Arbeit nicht nach Bezahlung, sondern gesellschaftlichem Nutzen forderte. So sollte u. a. Ehrenamt oder häusliche Pflegearbeit besser gewürdigt werden. Gefordert wurde die „Befreiung in“ und „von der Erwerbsarbeit“. Für breite Teile der Bevölkerung sei ein Anstieg an Lebensqualität nur durch eine selbstbestimmteres Verhältnis von Erwerbsarbeit und Freizeit möglich. Jedoch beschloss der Bundeskongress stattdessen den Antrag „Der moderne Sozialismus und die Zukunft der Arbeit“, in dem unter anderem die 30-Stunden-Woche und der 6-Stunden-Tag gefordert wurden. Keineswegs sei die breite Bevölkerung in ihren allgemeinen Bedürfnissen gesättigt, verglichen mit besserverdienenden Schichten. Um alle Lebensbereiche zu demokratisieren, müsse u. a. der Staat nunmehr die gesellschaftliche Arbeitsteilung regulieren
Theorie-Diskussionen gerieten nunmehr sehr stark in den Hintergrund; die Bezeichnung „Stamokap“ wurde weitgehend zum Kampfbegriff. Die Jusos begannen sich nunmehr nicht allein als sozialistischer Richtungsverband, sondern auch wieder verstärkt als jugendpolitischer Verband zu verstehen. Es gründeten sich zunehmend Gruppierungen von eher „konservativen“ Jusos, die sich als „Junge Sozialdemokraten“ bezeichneten und sich zeitweilig im „Duisburger Kreis“ zusammenfanden.
Im April 1989 veröffentlichte der Hannoveraner Kreis als theoretischen Debattenanstoß die „53 Thesen“. Sie sollten der Analyse der weltweiten Umbrüche dienen und verschiedene Theorieansätze darstellen und sachlich diskutieren. Als globale Probleme des modernen Kapitalismus, die die Menschheit in ihrem Fortbestand bedrohten, wurden das Problem der Friedenssicherung und Atombedrohung, das Problem der Unterentwicklung breiter Teile der Erdbevölkerung und das Problem von Energie, Ressourcen und Umwelt ausgemacht. Ursachen dieser Probleme lägen in der Geschichte von Produktivkräften und Produktionsverhältnissen. Der Übergang zum Sozialismus könne nur durch einen Bruch mit der ökonomischen Logik und der Macht des Kapitals erfolgen, der sich in zugespitzten Klassenkämpfe zeigen werde. Jedoch werde dieser Umgang auf demokratischem und friedlichem Wege erfolgen müssen.
Die Kanzlerkandidatur Oskar Lafontaines und der von ihm maßgeblich ausgearbeitete Entwurf zum Berliner Programm wurden von den Jusos unterschiedlich beurteilt. Während der undogmatische Flügel Lafointaines Kandidatur begrüßte, lehnte sie eine Verbandsmehrheit ab. Auf dem Bundeskongress vom 31. März bis zum 2. April 1989 in Osnabrück setzte sich jedoch ein Antrag durch, der das Grundsatzprogramm kritisch sah. Susi Möbbeck warf Lafontaine vor, mit seinen Vorschlägen einer Solidarität im Kleinen davon abzulenken, dass das System als ganzes angegriffen werden müsse. Erstmals sprach auf dem Osnabrücker Kongress zudem neben israelischen Gastrednern mit Abdallah Frangi ein Gastredner der palästinensischen PLO.

### 1989–2005 – Flügelkämpfe
Ende der 1980er Jahre entspann sich beim undogmatischen Verbandsflügel eine Diskussion darüber, ob das Festhalten am Begriff des Sozialismus nach dem Zusammenbruch des Ostblocks noch gerechtfertigt sei, stehe dieser doch für gescheiterte, diktatorische Staatsmodelle. Dem wurde von Ralf Ludwig entgegengehalten, dass der Kapitalismus neben Freiheiten auch Unterdrückung und Ausbeutung schaffe. Die Bewegung gegen diese mangelnde Freiheit bleibe eine sozialistische, auch wenn nicht mehr gesagt werden könne, der Sozialismus halte einen globalen Gegenentwurf zum Kapitalismus bereit.
Im Zuge der Gründung der Sozialdemokratischen Partei in der DDR gründeten sich als deren Jugendverband auch die Jungen Sozialdemokraten.
Der Bundesausschuss der Jusos beschloss hinsichtlich der deutschen Wiedervereinigung, die SPD aufzufordern, den Staatsvertrag zwischen DDR und Bundesrepublik abzulehnen. Stattdessen forderten die Jusos eine schrittweise Entwicklung. So sollte ein fester Wechselkurs zwischen den beiden Währungen die DDR-Wirtschaft zunächst schonen. Beide Staaten sollten ein gemeinsames sozialökologisches Infrastruktur-Investitionsprogramm auflegen. Zudem sollte eine neue, gemeinsame Verfassung erarbeitet und einer Volksabstimmung unterzogen werden.
1990 fand der Vereinigungskongress von Jungsozialisten und Jungen Sozialdemokraten in Potsdam statt. Erstere hatten zu diesem Zeitpunkt 150.000 Mitglieder, letztere rund 3.000. Er begann mit dem Eklat, dass die Jungen Sozialdemokraten keine frauen-quotierten Delegationen entsandt hatten, was der Kongress schließlich jedoch akzeptierte. Die Hannoveranerin Claudia Walther unterlag bei der Wahl des Bundesvorsitzenden dem Reformsozialisten Ralf Ludwig. Der Kongress verabschiedete knapp die Potsdamer Erklärung, die die letzte große Grundsatz-Erklärung der Jusos bisher darstellt.
In dieser bekennen sich die Jusos zu der weiteren Notwendigkeit eines demokratischen Sozialismus. Dieser bedeute „die Befreiung aller Menschen von Ausbeutung und Unterdrückung, die Durchsetzung von Freiheit und Gleichheit, die uneingeschränkte Garantie aller Menschenrechte und Demokratie in allen Lebensbereichen. […] Sozialismus ist eine Gesellschaft der Selbstbestimmung in Solidarität, deren Voraussetzung es ist, ‚die freie Entfaltung eines jeden als Bedingung für die freie Entfaltung aller‘ (Karl Marx) zu begreifen.“ Sie distanzierte sich klar und selbstkritisch vom real existierenden Sozialismus der Ostblockstaaten, der „ökologisch, sozial und politisch gescheitert“ sei. „Ausschlaggebend war das Fehlen demokratischer Strukturen und individueller Freiheit.“ Sozialismus müsse die „positive Negation“ des Kapitalismus darstellen. Das Profitprinzip müsse hierfür durch die Orientierung an den Interessen der Menschen ersetzt werden, Fremdbestimmung durch Selbstbestimmung. Dies müsse in Alltags- und Wirtschaftsdemokratie münden. Zudem thematisiert die Erklärung die Arbeit der Jusos mit der Frauenbewegung zur Überwindung patriarchaler Strukturen.
Dennoch führte das Ende des Ostblock-Sozialismus zu großer Verunsicherung bei vielen Jusos und der gesellschaftlichen Linken insgesamt. Ideen des Sozialismus schienen diskreditiert, ungeachtet des Umstands, dass die Jusos einen DDR-Sozialismus nie anstrebten. Jährlich schieden rund 10.000 Mitglieder aus dem Verband aus.
Die Bindungskraft der Strömungen ließ nach. Der Hannoveraner Kreis löste sich 1991 auf. Stattdessen formierte sich eine „Juso-Linke“. Ihr gegenüber standen reformsozialistische „Undogmatische“, denen es aber oftmals an Einigkeit über bloße Blockaden hinaus fehlte, sowie als kleine Minderheit „Junge Sozialdemokraten“. Die Zeitschriften Sozialist und Sozialistische Praxis stellten Mitte der 1990er Jahre ihr Erscheinen ein, die SPW stellte sich strömungsübergreifend auf.
Die Petersberger Wende in der Asylpolitik des SPD-Bundesparteitags 1992, die die Einschränkung des Grundrechts auf Asyl ermöglichen sollte, lehnte der Verband auf dem Bundeskongress 1992 in Magdeburg strömungsübergreifend ab. In der Protestbewegung waren die Jusos in starkem Maße aktiv. Die Petersberger Beschlüsse führten für viele Jusos zu einer großen und endgültigen Enttäuschung gegenüber ihren Juso-Vorgängern aus der Generation der Enkel Willy Brandts.
Auf dem Bundeskongress 1993 in Magdeburg beschlossen die Jusos auf Betreiben der Juso-Linken eine neue Verbandsstrategie der „kampagnenpolitischen Orientierung“. Damit sollte der Verband dadurch sein Auftreten verbessern, dass sich auf einzelne Themenschwerpunkte konzentriert werden sollte, statt mit vielen Gremien und Arbeitskreisen eine breite Bandbreite an Themen zu bespielen. Zum Vorsitzenden wurde der Juso-Linke Thomas Westphal gewählt, Anke Stille übernahm die Bundesgeschäftsführung. 1994 beschloss der SPD-Parteitag, auch Nichtmitgliedern den Eintritt bei den Jusos zu ermöglichen.
In den 1990er Jahren versuchten einige wenige Juso-Gliederungen ihren Namen in „Junge Sozialdemokraten“ in Abgrenzung vom Begriff des Sozialismus zu ändern. Dies scheiterte letztlich vor den SPD-Schiedsgerichten, denn der Name „Jungsozialisten“ war durch die Partei vorgegeben und durfte nicht selbständig geändert werden.
1995 kam es auf dem Bundeskongress in Gera zu einer Eskalation, als mit nur einer Stimme Mehrheit Westphal als Bundesvorsitzender im Amt zunächst bestätigt wurde und sich gegen den Undogmatischen Stephan Grüger und den Kandidaten der Südschiene Thomas Huber durchsetzte. Das Ergebnis wurde von einigen Delegationen nicht anerkannt und schließlich die Bundesschiedskommission der SPD angerufen, die die Wahl aufgrund von Verfahrensfehlern annullierte. Dies führte zu einem Tiefpunkt der Verbandsgeschichte. Zur Heilung des Fehlers wurde ein außerordentlicher Bundeskongress nach Bad Godesberg einberufen. Thomas Westphal kandidierte hier nicht mehr, stattdessen wählten die Delegierten mehrheitlich die zwischen den Mehrheitsflügeln stehende rheinland-pfälzische Landesvorsitzende Andrea Nahles, die sich gegen Stephan Grüger mit 165 zu 147 Stimmen durchsetzte.

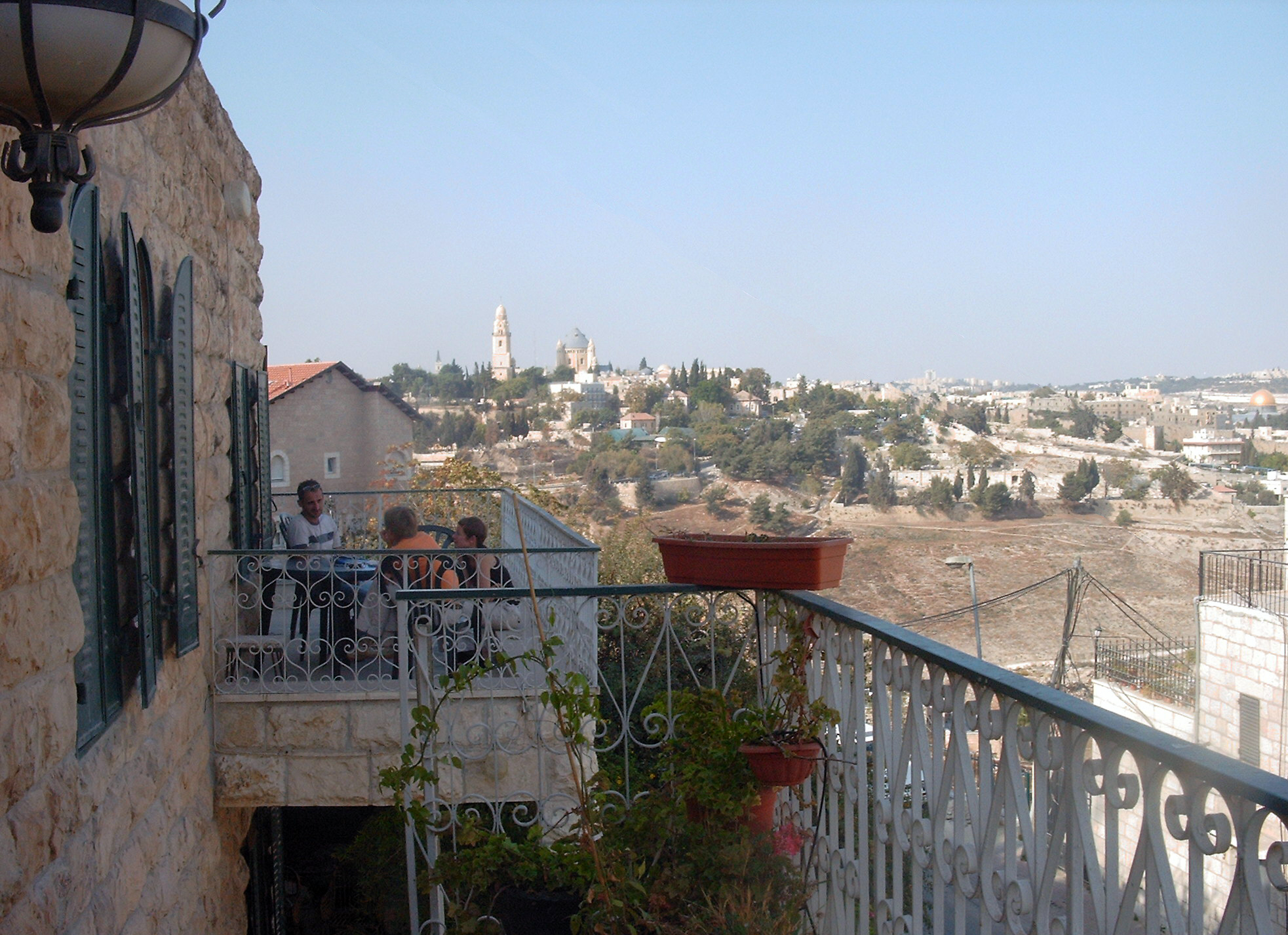
Willy-Brandt-Center mit der Altstadt Jerusalems im Hintergrund

1996 gründeten die Jusos zusammen mit der Jugendorganisation der israelischen Arbeiterpartei haAwoda und der palästininensischen Fatah-Jugend das Willy-Brandt-Center, das seither als politische Begegnungsstätte dient, um im Rahmen des Nahostkonflikts zur Verständigung beizutragen. Im Jahr 2000 schloss sich der Initiative die Jugendorganisation der israelischen Meretz-Partei an. Das Gebäude des Centers steht auf einem durch die SPD erworbenen Haus auf der Grünen Linie in Jerusalem.
Unter Nahles setzten sich die Jusos für eine Ausbildungsplatzumlage („Wer nicht ausbildet, wird umgelegt“) und den Ausbau der Solarenergie ein, des Weiteren wurde stärker der Kontakt zu den Gewerkschaftsjugenden gesucht. Auf dem Bundesparteitag 1996 beschlossen die Delegierten diverse Juso-Forderungen, u. a. nach einer Ausbildungsplatzumlage. Auch mit ihrer Forderung, zur Bundestagswahl 1998 30 Kandidaten unter 40 Jahren aufzustellen, hatten die Jusos Erfolg.
1997 wurde Nahles mit 188 gegen 142 Stimmen vom Bundeskongress wiedergewählt und setzte sich so erneut gegen Grüger durch. Auch gab sich der Verband ein modernisiertes Logo, das allerdings von einigen Bezirken zum Teil aus Traditionsbewusstsein, zum Teil als Ergebnis von Strömungsstreitigkeiten abgelehnt wurde.
Der Bundeskongress 1999 in Essen wählte Benjamin Mikfeld ohne Gegenkandidaten mit nur 51 % der Stimmen zum Bundesvorsitzenden. Mikfeld gehörte der Juso-Linken an, genauso wie die neue Bundesgeschäftsführerin Jessika Wischmeier. Den von der eigenen sozialdemokratischen Regierung befohlenen deutschen Einsatz im Kosovokrieg verurteilten die Jusos als völkerrechtswidrig, stattdessen wurde ein robustes UNO-Mandat zur Einhegung der Gewalt gefordert.
Auch die wirtschafts- und sozialpolitischen Reformen der Regierung Schröder, von dieser als alternativlos bezeichnet, kritisierten die Jusos regelmäßig als neoliberal. Auch wurde seitens der Jusos wiederkehrend kritisiert, dass die Bundesregierung keine Schritte unternehme, die Ausbildungsplatzumlage umzusetzen. Auf äußerst scharfe Kritik stieß auch das Schröder-Blair-Papier.
2001 wählte der Bundeskongress in Köln den von der Juso-Linken unterstützten Niels Annen zum Bundesvorsitzenden, der sich mit 22 Stimmen Vorsprung gegen Barbara Gersmann aus dem Refo-Flügel durchsetzte. Der Flügel der Reformsozialisten zerfiel in der Folge der Niederlage weitgehend, vielfach zogen sich „Verbandsrechte“ aus der aktiven Juso-Arbeit auf Bundesebene weitgehend zurück. Auch die Juso-Linke war gespalten und über Personalfragen zerstritten. Die führte schließlich zu einer neuen Ordnung der Juso-Strömungen.
So formierten sich das Netzwerk Linkes Zentrum (NwlZ) als Nachfolger der Juso-Linken sowie die TraditionalistInnen (Tradis). Beide verstehen sich als „links“ und unterscheiden sich hinsichtlich der Analyse gesellschaftlicher Veränderung (insbesondere, ob die Finanzmärkte die Wirkungsweise des Kapitalismus verändert haben oder nicht), in Strategiefragen bei der innerparteilichen Arbeit (Mitwirkung bei innerparteilichen Absprachen im Kompromiss oder konsequentes Aufzeigen von Differenzen zur Mutterpartei) und innerverbandlichen Organisationsfragen (Projektgruppen mit klaren Aufträgen durch den Bundeskongress oder autonome Strukturen); die dritte Strömung hieß zunächst Ypsilon und verstand sich als der pragmatische Teil der Jusos.
Der Bundestagswahlkampf 2002 polarisierte stark und führte zu Mitgliederzuwächsen bei den Jusos. Hierdurch verjüngte sich der Verband auch, der Großteil war nunmehr zwischen 17 und 25 Jahre alt.
Im März 2003 gab der Bundeskanzler Gerhard Schröder seine Pläne für Einschnitte im Sozialstaat unter dem Namen „Agenda 2010“ bekannt. Diese stießen auf dem Bundeskongress in Bremen im selben Jahr auf scharfe Kritik, wenngleich die Jusos ein gegen die Pläne gestartetes Mitgliederbegehren nicht wesentlich unterstützten. Auch im Folgejahr setzte sich die Debatte um die Agenda 2010 fort. Während die Jusos einige Aspekte durchaus begrüßten (Investitionen in Bildung, BAföG-Reform, Kampf gegen Ausbildungsplatzmangel), lehnten sie den Abbau an sozialpolitischen Gewährleistungen in scharfen Tönen als „neoliberal“ ab. In der SPD folgte im Zuge der Agenda-Reformen eine Austrittswelle, die die Jusos aber nicht wesentlich erfasste.
Auf dem Bundeskongress 2004 in München wurde als Nachfolger des zurückgetretenen Annen mit 69,5 % der Delegiertenstimmen ohne Gegenkandidaten Björn Böhning zum Vorsitzenden gewählt, der zum NwlZ gehörte.
Auf dem Juso-Bundeskongress in Leipzig (10.–12. Juni 2005) wählten die Delegierten Böhning mit 65 % wieder, alle Vorstandsposten wurden nach einer Absprache durch die beiden Flügel durch NwlZ und TraditionalistInnen besetzt. Die Delegierten sprachen sich für die Einführung einer Bürgerversicherung, gegen Studiengebühren, für eine flächendeckende Kinderbetreuung sowie für den Beitritt der Türkei zur EU aus. Sie sagten ausdrücklich Nein zur Aufhebung des Waffenembargos gegen die Volksrepublik China und widersprachen damit den außenpolitischen Wünschen des damaligen Bundeskanzlers Gerhard Schröder. Ebenso kritisierten die Jungsozialisten massiv die Entscheidung der Bundesregierung, die Neuwahl des Bundestages im Herbst 2005 anzusetzen. Die Bilanz der Jusos für die rot-grüne Regierungszeit fiel sehr negativ aus, gleichwohl kündigten die Jusos für den Wahlkampf ihre Unterstützung im Kampf gegen die „Marktradikalen um Merkel“ an. Grundsätzlich kann man sagen, dass die Jusos während der Zeit der Regierung Schröder vor allem die innerparteiliche Opposition gesucht haben.

### 2005–2009 – Jusos in der zweiten Großen Koalition

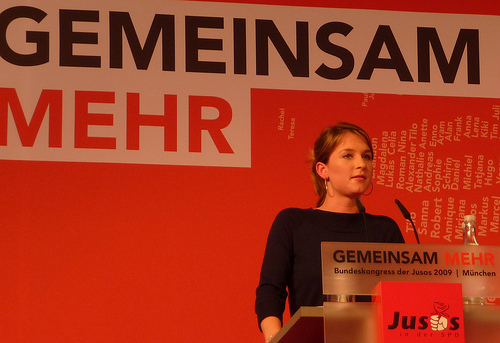
Franziska Drohsel auf dem Juso-Bundeskongress 2009 in München

Durch den stark polarisierenden Bundestagswahlkampf 2005 konnten die Jusos zahlreiche Neumitglieder gewinnen. Inhaltlich blieben die Jusos jedoch ihrer Linie treu, was durch das Festhalten an alten Beschlüssen wie der Bürgerversicherung oder der Ablehnung von Senkungen der Unternehmenssteuern, Mindestlohn von 7,50 Euro/Std. auf dem Bundeskongress in Saarbrücken deutlich wurde. Auch forderte der damalige Juso-Bundesvorsitzende Björn Böhning unter anderem den Rücktritt des damaligen Verteidigungsministers Franz Josef Jung, da er dessen sicherheitspolitische Ansichten für nicht weiter hinnehmbar hielt.
Bei den Debatten zum im Oktober 2007 vom Bundesparteitag beschlossenen neuen Grundsatzprogramm der SPD brachten sich die Jusos intensiv ein. Insbesondere wirkten sie daraufhin, dass Vorschläge einiger prominenter Parteimitglieder, die Begrifflichkeit des demokratischen Sozialismus als Zielvorstellung der SPD zu streichen, abgewehrt wurden. Zudem setzten sich die Jusos dafür ein, dass das Kapitel zur Gleichstellungspolitik nicht an rhetorischer Schärfe verlor, wie es ebenfalls vorgeschlagen wurde.
Im Oktober 2007 gründete sich die Strömung „Pragmatische Linke“ und gab den sich selbst als pragmatisch definierenden Jusos eine neue Plattform. Sie bekennen sich zu sozialer Marktwirtschaft und Realpolitik und lehnen die Forderung nach einem „Systemwechsel“ mit dem Verweis auf historisch gescheiterte staatliche Alternativmodelle ab. Sie sind in weiten Teilen für die Agenda-Politik und stehen damit den beiden anderen Flügeln entgegen. Im Juso-Bundesvorstand sind seither jedoch mit großer Mehrheit Mitglieder der beiden großen Strömungen Tradis und NwlZ vertreten, so dass die inhaltlichen Positionen der Pragmatischen Linken auf Bundesebene kaum eine Rolle spielen.
Im November 2007 wurde Franziska Drohsel vom Bundeskongress in Wolfsburg mit 76 % der Delegiertenstimmen zur Vorsitzenden gewählt. Der restliche Vorstand setzte sich paritätisch aus NWLZ und TraditionalistInnen zusammen. Drohsel bemühte sich, das linke und eigenständige Profil der Jusos mehr zu schärfen und veröffentlichte dazu 63 Thesen zur jungsozialistischen Politik, die auf dem Bundeskongress 2008 der Jusos bestätigt wurden. Drohsel wurde 2009 ohne Gegenkandidat mit 69 % wiedergewählt.

### 2010–2020 – Dritte und vierte Große Koalition

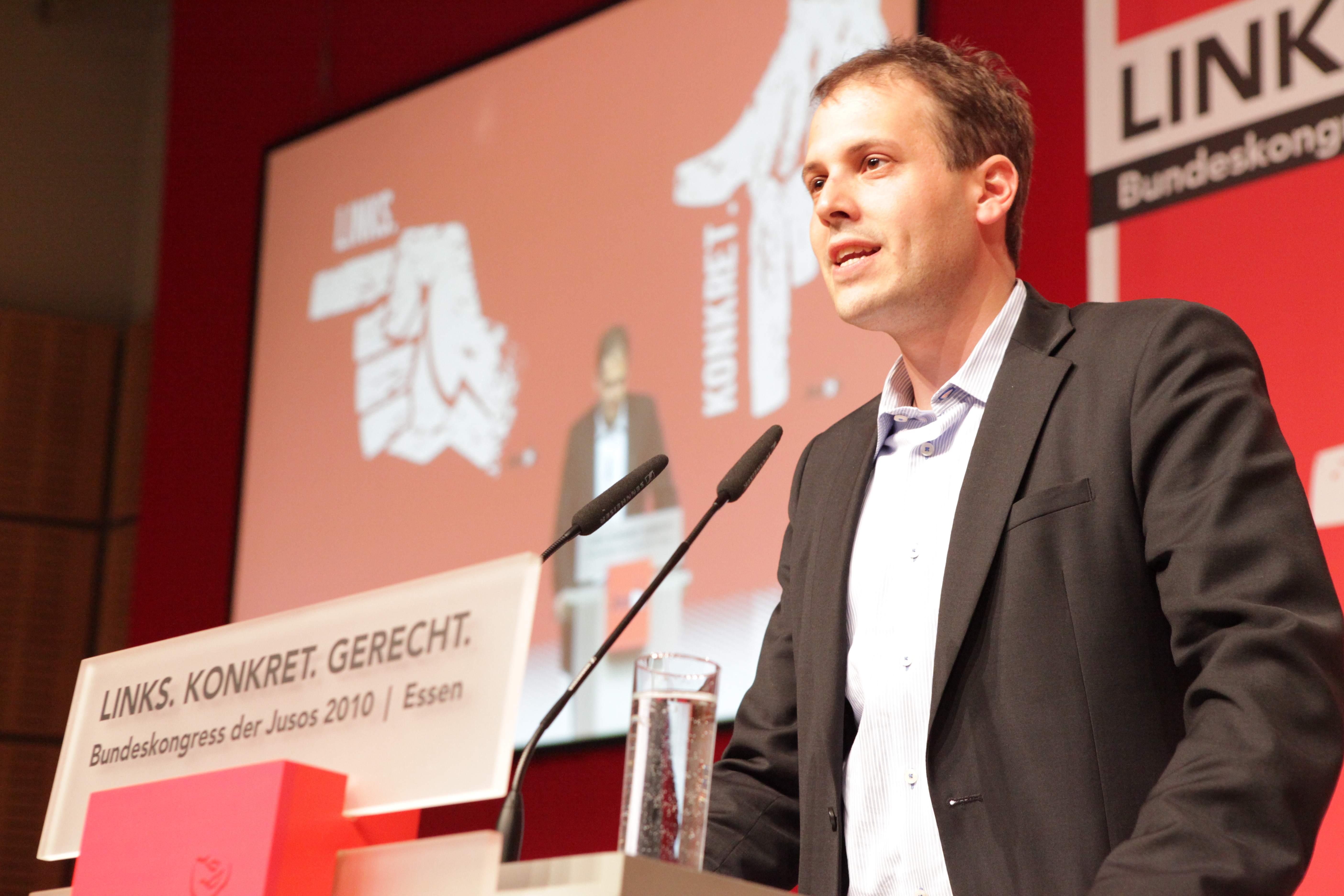
Sascha Vogt auf dem Juso-Bundeskongress 2010 in Essen

Nach der Niederlage der SPD bei der Bundestagswahl 2009 starteten die Jusos eine Kampagne „SPD-Erneuern“ und forderten insbesondere personelle Konsequenzen aus der Niederlage ein. Dass Frank-Walter Steinmeier als gescheiterter Kanzlerkandidat sich zum Fraktionsvorsitzenden wählen ließ, kritisierten die Jusos daher. Im selben Jahr gelang den Jusos auf dem Bundesparteitag ein Erfolg, als dieser die Wiedereinführung der Vermögenssteuer forderte.
2010 trat Drohsel als Vorsitzende zurück, vom 18. bis 20. Juni 2010 wurde vom Bundeskongress in Essen Sascha Vogt mit rund 68,1 % zum neuen Vorsitzenden gewählt, Bundesgeschäftsführer wurde Jan Böning. Die Jusos bekräftigten ihre Rolle als inhaltliche Triebfeder innerhalb der SPD und wollen gleichzeitig den Weg der Doppelstrategie fortsetzen. Hierzu gehört die Zusammenarbeit mit gesellschaftlichen Bündnispartnern wie den Jugendorganisationen der Gewerkschaften, dem Bündnis Gelöbnix und Initiativen zur Verhinderung von Naziaufmärschen.
Am 25. November 2011 wurde Vogt als Bundesvorsitzender auf dem Bundeskongress in Lübeck bestätigt. Er erhielt 72,9 Prozent der Stimmen, und gewann damit gegen den baden-württembergischen Juso Frederic Striegler (Pragmatische Linke), der 21,7 % der Stimmen auf sich vereinigen konnte. Als Bundesgeschäftsführer wurde Jan Böning bestätigt.
Im Vorfeld des Bundeskongress 2013 in Nürnberg erklärten Sascha Vogt und Jan Böning, dass sie nicht erneut antreten werden. Für den Posten des Vorsitzes gab es zwei Kandidaturen. Die bisherige Stellvertreterin Johanna Uekermann aus Bayern (Tradis) und Hauke Wagner, ehemaliger Juso-Landesvorsitzender aus Hamburg (Pragmatische Linke), bewarben sich. Für die vakante Position der Geschäftsführung bewarb sich die Berlinerin Julia Maas. Bei den Vorsitzwahlen setzte sich Johanna Uekermann mit einer Mehrheit von 69,69 Prozent durch. Ferner beschlossen die Jusos auf dem Bundeskongress einen Initiativantrag mehrerer Landesverbände, der die Jusos gegen das Eintreten in eine Große Koalition mit CDU und CSU positioniert.
Die Jusos positionierten sich in diesen Jahren gegen TTIP, die Vorratsdatenspeicherung und die europäische Austeritätspolitik.
Auf dem Juso-Bundeskongress 2015 in Bremen wurde Johanna Uekermann ohne Gegenkandidaten mit 72,3 Prozent der Stimmen auf zwei weitere Jahre wiedergewählt.
Für den Bundestagswahlkampf 2017 organisierten die Jusos wieder eine eigene Jugendkampagne und brachten Forderungen wie die nach einer Mindestausbildungsvergütung im SPD-Wahlprogramm unter.

Am 24. November 2017 wählte der Bundeskongress in Saarbrücken den Berliner Kevin Kühnert aus dem NWLZ mit 75,8 Prozent der Stimmen zum neuen Vorsitzenden. Kurz vor dem Bundeskongress scheiterten die Jamaika-Sondierungsgespräche, die nach der Bundestagswahl aufgenommen wurden, nachdem Martin Schulz für die SPD, die eine historische Niederlage einfuhr, den Gang in die Opposition ankündigte. Nach dem Aus von Jamaika zeigte sich die SPD-Führung entgegen vorigen Beteuerungen jedoch offen für eine erneute Große Koalition. Der Bundeskongress beschloss daher mit Verve die Ablehnung eines erneuten Bündnisses mit der Union unter dem Slogan „#NoGroko“.

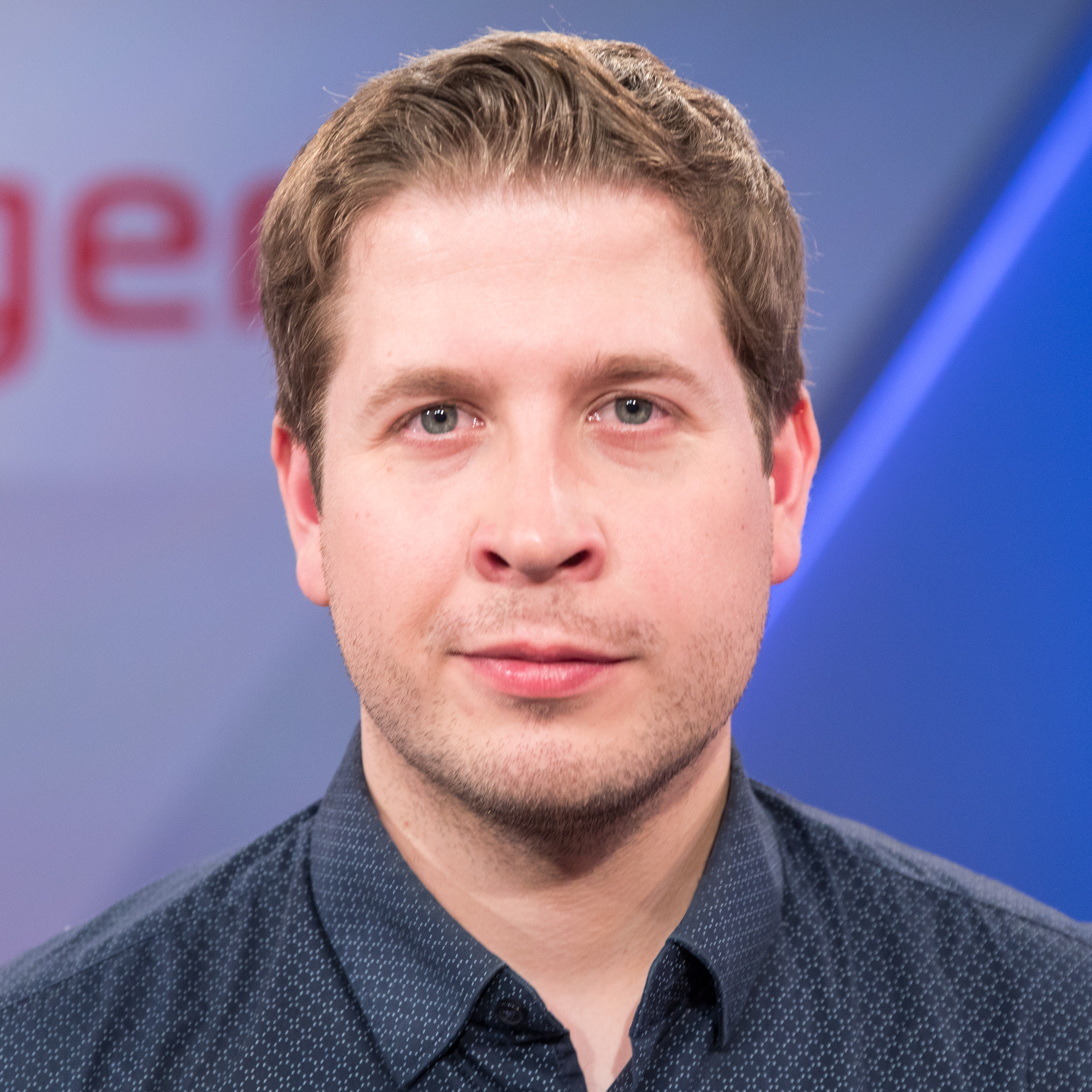
Kevin Kühnert, bis Januar 2021 amtierender Juso-Bundesvorsitzender

In der sich anschließenden Kampagne wurde die Position der Jusos und insbesondere Kühnert in der Öffentlichkeit stark beachtet und führte zu einem spürbaren Mitgliederzuwachs. Bei einem Mitgliedervotum zum Koalitionsvertrag sprachen sich dennoch rund zwei Drittel der abstimmenden SPD-Mitglieder für eine erneute Große Koalition aus. Dennoch führte die Kampagne und die innerparteiliche Debatte zu einem Bedeutungs- und Machtzuwachs des Verbands in der SPD, der sich beispielsweise in der Listenaufstellung zur Europawahl 2019 zeigte. Dort schlug der Parteivorstand entgegen dem Votum einiger Landesverbände u. a. einen vorderen Listenplatz für die stellvertretende Juso-Vorsitzende Delara Burkhardt vor. Dem folgte die Delegiertenkonferenz.
Ein vom Bundesvorsitzenden Kühnert der ZEIT gegebenes Interview löste im Mai 2019 eine gesellschaftliche Debatte über die Vorstellung Kühnerts und der Jusos vom Sozialismus aus. Kühnert erläuterte in dem Interview unter anderem, dass er die Vergesellschaftung von Konzernen, d. h. deren Überführung in Formen gemeinschaftlichen Eigentums, befürworte, um eine demokratische Kontrolle über die Art der Arbeit und Produktion zu ermöglichen.
Im Juli 2019 begingen die Jusos mit einem Festakt und Kongress in München den 50. Jahrestag der Linkswende von 1969.
Auf dem Juso-Bundeskongress 2019 in Schwerin wurde Kühnert ohne Gegenkandidaten mit 88,6 Prozent der Stimmen auf zwei weitere Jahre wiedergewählt und erzielte damit das höchste Ergebnis, das jemals eine Person bei der Wahl des Juso-Bundesvorsitzes erreicht hat. Er kündigte bereits nach der Wahl an, 2021 nicht erneut zu kandidieren. Der Kongress beschloss des Weiteren u. a. das „Schweriner Programm“ als neues Grundsatzpapier der Jusos sowie einen Antrag, der sich israelsolidarisch und gegen Antisemitismus und Antizionismus positionierte, in dessen unmittelbarer oder mittelbarer Folge die Partnerorganisationen der Jusos im Willy Brandt Center die Zusammenarbeit mit den Jusos abbrachen.
Nach dem Rücktritt von Andrea Nahles als Parteivorsitzende der SPD im Juni 2019 beschloss die SPD, eine Doppelspitze einzuführen und die neuen Parteivorsitzenden im Wege einer Mitgliederbefragung zu ermitteln. Der Juso-Bundesvorstand sprach sich hierbei einstimmig öffentlich für das Duo Norbert Walter-Borjans und Saskia Esken aus, das letztlich die Wahl auch für sich entscheiden konnte. Den Jusos wurde hierbei ein wesentlicher Einfluss zugeschrieben.
Auf dem Bundesparteitag im Dezember 2019 in Berlin wurde Kühnert als erster amtierender Bundesvorsitzender der Jusos auch zum stellvertretenden Parteivorsitzenden der SPD gewählt.

### Seit 2020
Im Mai 2020 stellten sich die Jusos zusammen mit der Grünen Jugend und der Linksjugend solid hinter die vom Verfassungsschutz Berlin als linksextremistisch eingestufte Bewegung Ende Gelände und forderten die Abschaffung des Bundesamtes und der Landesbehörden für Verfassungsschutz. Die Forderung nach der Abschaffung der Verfassungsschutzbehörden war dabei schon lange Teil jungsozialistischer Programmatik.
Auf dem Bundeskongress im November 2020 sorgte die Formulierung in einem Antrag des Bundesvorstands mit dem Titel „Unsere Vision für das Willy Brandt Center Jerusalem“, in dem die Jugendorganisation der palästinensischen Fatah als „Schwesterorganisation“ bezeichnet wurde, für mediale Kontroversen. Stellungnahmen, unter anderem des American Jewish Committees Berlin, der CDU/CSU, der FDP und vereinzelt auch aus der eigenen Partei, kritisierten diesen Schritt, da die Fatah mit Antisemitismus und islamistischen Terrorismus in Verbindung gebracht werde. Der Bundesvorstand reagierte hierauf unter anderem mit der Veröffentlichung eines Dokuments, das neben anderen Fragen klarstellt, dass kein Beschluss über die Einstufung der Jugendorganisation der Fatah als „Schwesterorganisation“ getroffen worden sei und die Kooperation über das Willy Brandt Center schon seit den 1990er Jahren bestehe. Der Islamwissenschaftler Christoph Dinkelaker bezeichnete die Kritik in einem taz-Interview als erwartbar und sieht sie als „Ausdruck für die schrumpfenden Räume, in denen man sich [in Deutschland] zum Thema Israel-Palästina bewegen kann“.
Am 8. Januar 2021, fünf Wochen nach dem Bundeskongress 2020, wurde Jessica Rosenthal nach einer Briefwahl offiziell als neue Bundesvorsitzende bestätigt. Sie erreichte 77,8 Prozent der Stimmen. Im Oktober 2023 beendeten die Jusos ihre Zusammenarbeit mit der palästinensischen Fatah Jugend. Am 17. November 2023 wurde Philipp Türmer mit 54 Prozent der Delegiertenstimmen zum Bundesvorsitzenden der Jusos gewählt.

## Weitere Jugendorganisationen
- siehe Liste von Jugendorganisationen in Deutschland